# Primera División de España 2022-23
La Primera División de España 2022-23 (también conocida como LaLiga o LaLiga Santander, por motivos de patrocinio) fue la 92.ª edición de la Primera División de España de fútbol. Organizó el torneo la Liga de Fútbol Profesional (LFP). Se inició el viernes 12 de agosto de 2022. El calendario se adaptó a la celebración de la Copa Mundial de Catar (se interrumpió entre noviembre y diciembre de 2022) y finalizó el 4 de junio de 2023.

## Sistema de competición
Como en temporadas anteriores, consta de un grupo único integrado por veinte clubes de toda España. Sigue un sistema de liga, es decir, los veinte equipos se enfrentan todos contra todos en dos ocasiones, una en campo propio y otra en campo contrario, a lo largo de un total de 38 jornadas. El orden de los encuentros se decidió por sorteo antes de empezar la competición.
Para establecer la clasificación final se tuvo en cuenta la puntuación obtenida en cada enfrentamiento, a razón de tres por partido ganado y uno por empate. Si al finalizar el campeonato dos equipos igualan a puntos, los mecanismos para desempatar la clasificación son los siguientes:
- El que tiene una mayor diferencia entre goles a favor y en contra en los enfrentamientos entre ambos.
- Si persiste el empate, se tiene en cuenta la diferencia de goles a favor y en contra en todos los encuentros del campeonato.

Si el empate a puntos se produce entre tres o más clubes, los sucesivos mecanismos de desempate son los siguientes:
- La mejor puntuación que a cada uno corresponde a tenor de los resultados de los partidos jugados entre sí por los clubes implicados.
- La mayor diferencia de goles a favor y en contra, considerando únicamente los partidos jugados entre sí por los clubes implicados.
- La mayor diferencia de goles a favor y en contra teniendo en cuenta todos los encuentros del campeonato.
- El mayor número de goles a favor teniendo en cuenta todos los encuentros del campeonato.

### Clasificación para competiciones europeas
La UEFA concedió 7 plazas a la Real Federación Española de Fútbol para participar en sus tres competiciones continentales de la temporada posterior, que se inicialmente distribuyeron de la siguiente forma:
- 4 plazas en la fase de grupos de la Liga de Campeones para los cuatro primeros equipos clasificados de LaLiga.
- 2 plazas en la fase de grupos de la Liga Europa para el equipo campeón de la Copa del Rey y para el quinto equipo clasificado de LaLiga.
- 1 plaza en la ronda de play-off de la Liga Europa Conferencia para el sexto equipo clasificado de LaLiga.

No obstante, esta distribución puede quedar alterada si alguno de los equipos que han obtenido una plaza en alguna competición europea a través de las competiciones nacionales hubiera obtenido una plaza diferente tras la consecución de algún título europeo en la misma temporada, o hubiera obtenido dos plazas distintas en competiciones nacionales (una a través de la Liga y otra a través de la Copa), provocando así las siguientes dos excepciones:
- Excepción de la Copa del Rey: Si un equipo obtiene una plaza para la Liga Europa por ganar la Copa del Rey, pero finaliza la temporada entre los cinco primeros clasificados de LaLiga y obtiene así una plaza para una competición igual o superior, la plaza obtenida en Copa pasa al sexto clasificado y el equipo clasificado en séptimo lugar accederá a la plaza de Liga Europa Conferencia. Por otra parte, si el campeón de la Copa está clasificado en la sexta posición de la Liga, obtiene la plaza conseguida en la Copa por ser de una competición superior y, del mismo modo, la plaza de Liga Europa Conferencia se le concede al séptimo clasificado.
- Excepción de la UEFA: Cuando un equipo gana una competición europea se le concede una plaza para participar en la siguiente edición de la competición europea inmediatamente superior (en la misma competición, en el caso de la Liga de Campeones). Si un equipo en esta situación obtiene una plaza diferente mediante una competición nacional, se queda con la plaza que le permite acceder a una competición superior y la otra plaza no se concede a ningún equipo español sino que pasa el cupo a otra federación nacional.

## Equipos participantes

### Equipos por comunidad autónoma
| N.° | Comunidad autónoma | Equipos                                                              |
| --- | ------------------ | -------------------------------------------------------------------- |
| 4   | Andalucía          | Cádiz C. F., Real Betis, Sevilla F. C. y U. D. Almería               |
| 4   | Madrid             | Atlético de Madrid, Getafe C. F., Rayo Vallecano y Real Madrid C. F. |
| 3   | Cataluña           | F. C. Barcelona, R. C. D. Espanyol y Girona F. C.                    |
| 3   | Valencia           | Elche C. F., Valencia C. F. y Villarreal C. F.                       |
| 2   | País Vasco         | Athletic Club y Real Sociedad                                        |
| 1   | Castilla y León    | Real Valladolid C. F.                                                |
| 1   | Galicia            | R. C. Celta de Vigo                                                  |
| 1   | Islas Baleares     | R. C. D. Mallorca                                                    |
| 1   | Navarra            | C. A. Osasuna                                                        |

### Ascensos y descensos
Un total de veinte equipos disputan la liga: los primeros diecisiete clasificados de la Primera División de España 2021-22, los dos primeros clasificados de la Segunda División de España 2021-22 y el vencedor de una promoción disputada a tal efecto entre el tercero, cuarto, quinto y sexto clasificados de la Segunda División de España 2021-22.
| Pos. | Descendidos a 2.ª División |
| ---- | -------------------------- |
| 18.º | Granada C. F.              |
| 19.º | Levante U. D.              |
| 20.º | Deportivo Alavés           |

| Pos.  | Ascendidos de 2.ª División |
| ----- | -------------------------- |
| 1.º   | U. D. Almería              |
| 2.º   | Real Valladolid C. F.      |
| Prom. | Girona F. C.               |

### Información de los equipos
| Equipo             | Ciudad            | Entrenador            | Capitán               | Estadio                       | Aforo  | Proveedor   | Patrocinador principal (en la equipación) | Otros patrocinadores (en la equipación)                                                          | Límite salarial (en millones de €) |
| ------------------ | ----------------- | --------------------- | --------------------- | ----------------------------- | ------ | ----------- | ----------------------------------------- | ------------------------------------------------------------------------------------------------ | ---------------------------------- |
| Almería            | Almería           | Rubi                  | Fernando Martínez     | Power Horse Stadium           | 15 274 | Castore     | Arabian Centres                           | 5 patrocinadores Costa de Almería AJCC Construcciones PDR - Palais Des Roses CaixaBank SIGNATURE | 50,749                             |
| Athletic Club      | Bilbao            | Ernesto Valverde      | Iker Muniain          | San Mamés                     | 53 289 | New Balance | Kutxabank                                 | 1 patrocinador DIGI                                                                              | 127,120                            |
| Atlético de Madrid | Madrid            | Diego Simeone         | Koke                  | Cívitas Metropolitano         | 68 456 | Nike        | WhaleFin                                  | 2 patrocinadores Hyundai Ria Money Transfer                                                      | 341,040                            |
| Barcelona          | Barcelona         | Xavi Hernández        | Sergio Busquets       | Spotify Camp Nou              | 99 354 | Nike        | Spotify                                   | 1 patrocinador ACNUR                                                                             | 656,429                            |
| Cádiz              | Cádiz             | Sergio González       | José Martín- Bejarano | Estadio Nuevo Mirandilla      | 20 724 | Macron      | Khalifa Capital                           | 1 patrocinador JOBChain                                                                          | 45,977                             |
| Celta de Vigo      | Vigo              | Carlos Carvalhal      | Hugo Mallo            | Abanca-Balaídos               | 29 000 | Adidas      | Estrella Galicia                          | 1 patrocinador Abanca                                                                            | 63,855                             |
| Elche              | Elche             | Sebastián Beccacece   | Gonzalo Verdú         | Martínez Valero               | 31 388 | Nike        | TM Real State Group                       | 1 patrocinador Sfidante                                                                          | 42,672                             |
| Espanyol           | Barcelona         | Luis García Fernández | Sergi Darder          | RCDE Stadium                  | 40 000 | Kelme       | Riviera Maya                              | 2 patrocinadores Reale Seguros DIGI                                                              | 40,500                             |
| Getafe             | Getafe            | José Bordalás         | Djené                 | Coliseum Alfonso Pérez        | 17 000 | Joma        | Tecnocasa Group                           | 1 patrocinador Motorero                                                                          | 69,070                             |
| Girona             | Gerona            | Miguel Sánchez        | Cristhian Stuani      | Montilivi                     | 13 942 | Puma        | Gosbi                                     | 2 patrocinadores Costa Brava Pirineu Factor Energía                                              | 42,724                             |
| Mallorca           | Palma de Mallorca | Javier Aguirre        | Antonio Raíllo        | Son Moix                      | 23 142 | Nike        | aGEL                                      | 3 patrocinadores Alua Hotels & Resorts Ok Cars Specialized                                       | 49,692                             |
| Osasuna            | Pamplona          | Jagoba Arrasate       | David García          | El Sadar                      | 23 576 | Adidas      | Verleal                                   | 1 patrocinador Oselk                                                                             | 52,134                             |
| Rayo Vallecano     | Madrid            | Andoni Iraola         | Óscar Trejo           | Estadio de Vallecas           | 14 790 | Umbro       | DIGI                                      |                                                                                                  | 49,903                             |
| Real Betis         | Sevilla           | Manuel Pellegrini     | Joaquín Sánchez       | Benito Villamarín             | 60 721 | Hummel      | Finetwork                                 | 1 patrocinador LegacyFX                                                                          | 96,725                             |
| Real Madrid        | Madrid            | Carlo Ancelotti       | Karim Benzema         | Santiago Bernabéu             | 81 044 | Adidas      | Emirates                                  |                                                                                                  | 683,462                            |
| Real Sociedad      | San Sebastián     | Imanol Alguacil       | Asier Illarramendi    | Reale Arena                   | 40 000 | Macron      | Cazoo                                     | 2 patrocinadores Kutxabank Reale Seguros                                                         | 134,199                            |
| Real Valladolid    | Valladolid        | Paulo Pezzolano       | Jordi Masip           | José Zorrilla                 | 27 618 | Adidas      | Estrella Galicia                          | 4 patrocinadores Herbalife Air Europa Integra Energía Valladolid Ciudad Amiga                    | 46,686                             |
| Sevilla            | Sevilla           | José Luis Mendilibar  | Jesús Navas           | Estadio Ramón Sánchez-Pizjuán | 43 883 | Castore     | Degiro                                    | 2 patrocinadores Valvoline Socios.com                                                            | 199,855                            |
| Valencia           | Valencia          | Rubén Baraja          | José Luis Gayà        | Mestalla                      | 49 430 | Puma        | Cazoo                                     | 3 patrocinadores Samtrade Sailun Tyre Skoda                                                      | 75,835                             |
| Villarreal         | Villarreal        | Quique Setién         | Raúl Albiol           | Estadio de la Cerámica        | 23 000 | Joma        | Pamesa Cerámica                           | 2 patrocinadores Color Star Technology Zoomex                                                    | 151,206                            |

Notas
1. ↑  Fundado en Barcelona, actualmente con sede social en Cornellá

### Cambios de entrenadores
| Equipo             | Entrenador (Jornadas)             | Fecha de vacante        | Tipo de salida       | Posición en la tabla | Entrenador entrante  | Fecha de nombramiento   |
| ------------------ | --------------------------------- | ----------------------- | -------------------- | -------------------- | -------------------- | ----------------------- |
| Elche CF           | Francisco Rodríguez Vílchez (1-7) | 4 de octubre de 2022    | Destitución          | 20.º                 | Alberto Gallego INT  | 7 de octubre de 2022    |
| Sevilla FC         | Julen Lopetegui (1-7)             | 5 de octubre de 2022    | Destitución          | 17.º.                | Jorge Sampaoli       | 6 de octubre de 2022    |
| Elche CF           | Alberto Gallego INT (8)           | 12 de octubre de 2022   | Fin de interinidad   | 20.º                 | Jorge Almirón        | 12 de octubre de 2022   |
| Villarreal         | Unai Emery (1-11)                 | 24 de octubre de 2022   | Rescisión unilateral | 7.º                  | Quique Setién        | 25 de octubre de 2022   |
| Celta de Vigo      | Eduardo Coudet (1-12)             | 2 de noviembre de 2022  | Destitución          | 16.º                 | Carlos Carvalhal     | 2 de noviembre de 2022  |
| Elche CF           | Jorge Almirón (9-13)              | 7 de noviembre de 2022  | Dimisión             | 20.º                 | Sergio Mantecón INT  | 7 de noviembre de 2022  |
| Elche CF           | Sergio Mantecón INT (14)          | 17 de noviembre de 2022 | Fin de interinidad   | 20.º                 | Pablo Machín         | 17 de noviembre de 2022 |
| Valencia CF        | Gennaro Gattuso (1-19)            | 30 de enero de 2023     | Mutuo acuerdo        | 14.º                 | Voro INT             | 30 de enero de 2023     |
| Valencia CF        | Voro INT (17, 20-21)              | 14 de febrero de 2023   | Fin de interinidad   | 18.º                 | Rubén Baraja         | 14 de febrero de 2023   |
| Elche CF           | Pablo Machín (15-26)              | 20 de marzo de 2023     | Destitución          | 20.º                 | Sebastián Beccacece  | 21 de marzo de 2023     |
| Sevilla FC         | Jorge Sampaoli (8-26)             | 21 de marzo de 2023     | Destitución          | 14.º                 | José Luis Mendilibar | 21 de marzo de 2023     |
| Real Valladolid CF | Pacheta (1-27)                    | 3 de abril de 2023      | Destitución          | 16.º                 | Paulo Pezzolano      | 4 de abril de 2023      |
| RCD Espanyol       | Diego Martínez (1-27)             | 3 de abril de 2023      | Destitución          | 18.º                 | Luis García          | 3 de abril de 2023      |
| Getafe CF          | Quique Sánchez Flores (1-31)      | 27 de abril de 2023     | Destitución          | 18.º                 | José Bordalás        | 29 de abril de 2023     |

## Árbitros
1. Alberola Rojas, Javier
2. Cuadra Fernández, Guillermo (árbitro UEFA)
3. de Burgos Bengoetxea, Ricardo (árbitro UEFA)
4. del Cerro Grande, Carlos (árbitro UEFA)
5. Díaz de Mera Escuderos, Isidro
6. Figueroa Vázquez, Jorge
7. Gil Manzano, Jesús (árbitro UEFA)
8. González Fuertes, Pablo
9. Hernández Hernández, Alejandro José (árbitro UEFA)
10. Iglesias Villanueva, Javier
11. Martínez Munuera, Juan (árbitro UEFA)
12. Mateu Lahoz, Antonio Miguel (árbitro UEFA)
13. Melero López, Mario
14. Munuera Montero, José Luis
15. Muñiz Ruiz, Alejandro
16. Ortiz Arias, Miguel Ángel
17. Pizarro Gómez, Valentín
18. Pulido Santana, Juan Luis
19. Sánchez Martínez, José María (árbitro UEFA)
20. Soto Grado, César

Fuente: 

## Clasificación
| Pos. | Equipo                    | Pts. | PJ | G  | E  | P  | GF | GC | Dif. | Clasificación 2023-24                           |
| ---- | ------------------------- | ---- | -- | -- | -- | -- | -- | -- | ---- | ----------------------------------------------- |
| 1    | F. C. Barcelona (C)       | 88   | 38 | 28 | 4  | 6  | 70 | 20 | +50  | Fase de grupos de la Liga de Campeones          |
| 2    | Real Madrid C. F.         | 78   | 38 | 24 | 6  | 8  | 75 | 36 | +39  | Fase de grupos de la Liga de Campeones          |
| 3    | Atlético de Madrid        | 77   | 38 | 23 | 8  | 7  | 70 | 33 | +37  | Fase de grupos de la Liga de Campeones          |
| 4    | Real Sociedad             | 71   | 38 | 21 | 8  | 9  | 51 | 35 | +16  | Fase de grupos de la Liga de Campeones          |
| 5    | Villarreal C. F.          | 64   | 38 | 19 | 7  | 12 | 59 | 40 | +19  | Fase de grupos de la Liga Europa                |
| 6    | Real Betis Balompié       | 60   | 38 | 17 | 9  | 12 | 46 | 41 | +5   | Fase de grupos de la Liga Europa                |
| 7    | C. A. Osasuna             | 53   | 38 | 15 | 8  | 15 | 37 | 42 | −5   | Ronda de play-off de la Liga Europa Conferencia |
| 8    | Athletic Club             | 51   | 38 | 14 | 9  | 15 | 47 | 43 | +4   |                                                 |
| 9    | R. C. D. Mallorca         | 50   | 38 | 14 | 8  | 16 | 37 | 43 | −6   |                                                 |
| 10   | Girona F. C.              | 49   | 38 | 13 | 10 | 15 | 58 | 55 | +3   |                                                 |
| 11   | Rayo Vallecano            | 49   | 38 | 13 | 10 | 15 | 45 | 53 | −8   |                                                 |
| 12   | Sevilla F. C.             | 49   | 38 | 13 | 10 | 15 | 47 | 54 | −7   | Fase de grupos de la Liga de Campeones          |
| 13   | R. C. Celta de Vigo       | 43   | 38 | 11 | 10 | 17 | 43 | 53 | −10  |                                                 |
| 14   | Cádiz C. F.               | 42   | 38 | 10 | 12 | 16 | 30 | 53 | −23  |                                                 |
| 15   | Getafe C. F.              | 42   | 38 | 10 | 12 | 16 | 34 | 45 | −11  |                                                 |
| 16   | Valencia C. F.            | 42   | 38 | 11 | 9  | 18 | 42 | 45 | −3   |                                                 |
| 17   | U. D. Almería             | 41   | 38 | 11 | 8  | 19 | 49 | 65 | −16  |                                                 |
| 18   | Real Valladolid C. F. (D) | 40   | 38 | 11 | 7  | 20 | 33 | 63 | −30  | Descenso a la Segunda División                  |
| 19   | R. C. D. Espanyol (D)     | 37   | 38 | 8  | 13 | 17 | 52 | 69 | −17  | Descenso a la Segunda División                  |
| 20   | Elche C. F. (D)           | 25   | 38 | 5  | 10 | 23 | 30 | 67 | −37  | Descenso a la Segunda División                  |

Actualizado a los partidos jugados el 4 de junio de 2023.
 Fuente: La Liga
Criterios de clasificación: Puntos · Enfrentamientos directos · Diferencia de goles · Goles a favor · Puntos fair-play · Play-off.
Notas:
1. ↑  La plaza de Liga Europa reservada al Real Madrid C. F. como campeón de la Copa del Rey se le otorga al sexto clasificado de la Liga, puesto que el Real Madrid está clasificado para disputar la Liga de Campeones, siendo la séptima posición de la tabla la que da acceso a disputar la Liga Conferencia desde la ronda de playoff.
2. ↑  El Sevilla se clasificó a la Liga de Campeones tras proclamarse campeón de la Liga Europa de la UEFA 2022-23.

|                         |
|                         |
| Campeón F. C. Barcelona |
| 27.º título             |

### Evolución de la clasificación
| Jornada / Equipo | 1  | 2  | 3  | 4  | 5  | 6  | 7  | 8  | 9  | 10 | 11 | 12 | 13 | 14 | 15 | 16 | 17  | 18  | 19 | 20 | 21 | 22 | 23 | 24 | 25 | 26 | 27 | 28 | 29 | 30 | 31 | 32 | 33 | 34 | 35 | 36 | 37 | 38 |
| Jornada / Equipo |    |    |    |    |    |    |    |    |    |    |    |    |    |    |    |    |     |     |    |    |    |    |    |    |    |    |    |    |    |    |    |    |    |    |    |    |    |    |
| ---------------- | -- | -- | -- | -- | -- | -- | -- | -- | -- | -- | -- | -- | -- | -- | -- | -- | --- | --- | -- | -- | -- | -- | -- | -- | -- | -- | -- | -- | -- | -- | -- | -- | -- | -- | -- | -- | -- | -- |
| Barcelona        | 11 | 5  | 3  | 2  | 2  | 2  | 1  | 1  | 2  | 2  | 2  | 2  | 1  | 1  | 1  | 1  | 1*  | 1*  | 1  | 1  | 1  | 1  | 1  | 1  | 1  | 1  | 1  | 1  | 1  | 1  | 1  | 1  | 1  | 1  | 1  | 1  | 1  | 1  |
| R. Madrid        | 4  | 2  | 1  | 1  | 1  | 1  | 2  | 2  | 1  | 1  | 1  | 1  | 2  | 2  | 2  | 2  | 2*  | 2*  | 2  | 2  | 2  | 2  | 2  | 2  | 2  | 2  | 2  | 2  | 2  | 2  | 2  | 2  | 3  | 2  | 3  | 2  | 2  | 2  |
| At. Madrid       | 1  | 8  | 6  | 7  | 7  | 7  | 5  | 4  | 3  | 4  | 3  | 3  | 3  | 5  | 4  | 5  | 4   | 4   | 4  | 4  | 4  | 4  | 4  | 3  | 3  | 3  | 3  | 3  | 3  | 3  | 3  | 3  | 2  | 3  | 2  | 3  | 3  | 3  |
| R. Sociedad      | 6  | 11 | 8  | 9  | 11 | 8  | 7  | 6  | 5  | 3  | 4  | 5  | 6  | 3  | 3  | 3  | 3   | 3   | 3  | 3  | 3  | 3  | 3  | 4  | 4  | 4  | 4  | 4  | 4  | 4  | 4  | 4  | 4  | 4  | 4  | 4  | 4  | 4  |
| Villarreal       | 3  | 1  | 5  | 3  | 5  | 6  | 8  | 9  | 7  | 9  | 7  | 8  | 9  | 9  | 7  | 6  | 5   | 5   | 5  | 6  | 8  | 8  | 7  | 6  | 6  | 6  | 6  | 5  | 6  | 6  | 5  | 5  | 5  | 5  | 5  | 5  | 5  | 5  |
| Betis            | 2  | 3  | 2  | 4  | 3  | 3  | 4  | 5  | 4  | 5  | 5  | 4  | 4  | 6  | 6  | 4  | 6*  | 6*  | 6  | 7  | 5  | 5  | 5  | 5  | 5  | 5  | 5  | 6  | 5  | 5  | 6  | 6  | 6  | 6  | 6  | 6  | 6  | 6  |
| Osasuna          | 5  | 4  | 7  | 5  | 4  | 5  | 6  | 8  | 9  | 7  | 8  | 7  | 5  | 7  | 9  | 8  | 7   | 7   | 8  | 9  | 9  | 10 | 8  | 8  | 8  | 10 | 10 | 8  | 10 | 8  | 8  | 9  | 10 | 9  | 10 | 7  | 7  | 7  |
| Athletic         | 10 | 7  | 4  | 6  | 6  | 4  | 3  | 3  | 6  | 6  | 6  | 6  | 7  | 4  | 5  | 7  | 8   | 8   | 9  | 8  | 7  | 7  | 9  | 9  | 9  | 7  | 7  | 7  | 7  | 7  | 7  | 7  | 8  | 8  | 7  | 8  | 8  | 8  |
| Mallorca         | 12 | 14 | 9  | 11 | 13 | 10 | 12 | 12 | 12 | 15 | 12 | 12 | 12 | 11 | 11 | 10 | 10  | 10  | 10 | 10 | 10 | 9  | 10 | 10 | 10 | 11 | 12 | 12 | 11 | 10 | 12 | 11 | 12 | 12 | 12 | 11 | 12 | 9  |
| Girona           | 17 | 9  | 13 | 12 | 8  | 11 | 13 | 14 | 15 | 18 | 18 | 17 | 14 | 13 | 12 | 12 | 11  | 11  | 12 | 11 | 11 | 11 | 11 | 11 | 12 | 12 | 11 | 11 | 9  | 11 | 10 | 8  | 7  | 7  | 8  | 9  | 9  | 10 |
| Rayo             | 13 | 6  | 11 | 14 | 9  | 12 | 10 | 10 | 10 | 10 | 10 | 9  | 8  | 8  | 8  | 9  | 9   | 9   | 7  | 5  | 6  | 6  | 6  | 7  | 7  | 8  | 8  | 9  | 8  | 9  | 9  | 10 | 9  | 11 | 11 | 12 | 10 | 11 |
| Sevilla          | 15 | 13 | 15 | 17 | 16 | 15 | 17 | 18 | 16 | 13 | 16 | 18 | 17 | 18 | 18 | 17 | 19  | 15  | 13 | 16 | 12 | 12 | 14 | 17 | 13 | 14 | 13 | 13 | 13 | 12 | 11 | 12 | 11 | 10 | 9  | 10 | 11 | 12 |
| Celta            | 9  | 16 | 12 | 8  | 10 | 13 | 11 | 11 | 11 | 14 | 13 | 16 | 18 | 17 | 17 | 16 | 16  | 17  | 16 | 12 | 14 | 14 | 13 | 12 | 11 | 9  | 9  | 10 | 12 | 13 | 13 | 13 | 13 | 13 | 15 | 14 | 17 | 13 |
| Cádiz            | 16 | 19 | 20 | 20 | 20 | 19 | 19 | 19 | 19 | 19 | 19 | 19 | 19 | 19 | 19 | 18 | 18  | 19  | 18 | 18 | 16 | 18 | 16 | 15 | 16 | 15 | 15 | 14 | 16 | 15 | 17 | 14 | 15 | 16 | 16 | 17 | 13 | 14 |
| Getafe           | 20 | 20 | 18 | 19 | 18 | 14 | 14 | 16 | 14 | 17 | 17 | 14 | 13 | 15 | 14 | 13 | 15  | 16  | 19 | 19 | 19 | 16 | 19 | 16 | 18 | 13 | 14 | 15 | 15 | 16 | 18 | 19 | 18 | 18 | 17 | 16 | 14 | 15 |
| Valencia         | 7  | 10 | 14 | 10 | 12 | 9  | 9  | 7  | 8  | 8  | 9  | 10 | 11 | 10 | 10 | 11 | 12* | 12* | 14 | 17 | 18 | 19 | 18 | 19 | 17 | 18 | 17 | 18 | 18 | 18 | 16 | 17 | 17 | 14 | 13 | 13 | 15 | 16 |
| Almería          | 14 | 12 | 10 | 13 | 14 | 16 | 18 | 15 | 18 | 12 | 15 | 13 | 15 | 14 | 13 | 14 | 13  | 14  | 11 | 14 | 15 | 17 | 15 | 18 | 19 | 19 | 19 | 16 | 17 | 17 | 15 | 16 | 14 | 15 | 14 | 15 | 16 | 17 |
| Valladolid       | 19 | 18 | 19 | 16 | 17 | 18 | 15 | 13 | 17 | 11 | 11 | 11 | 10 | 12 | 15 | 15 | 17  | 18  | 17 | 13 | 13 | 15 | 17 | 14 | 14 | 16 | 16 | 17 | 14 | 14 | 14 | 15 | 16 | 17 | 18 | 18 | 18 | 18 |
| Espanyol         | 8  | 15 | 16 | 15 | 15 | 17 | 16 | 17 | 13 | 16 | 14 | 15 | 16 | 16 | 16 | 19 | 14  | 13  | 15 | 15 | 17 | 13 | 12 | 13 | 15 | 17 | 18 | 19 | 19 | 19 | 19 | 18 | 19 | 19 | 19 | 19 | 19 | 19 |
| Elche            | 18 | 17 | 17 | 18 | 19 | 20 | 20 | 20 | 20 | 20 | 20 | 20 | 20 | 20 | 20 | 20 | 20  | 20  | 20 | 20 | 20 | 20 | 20 | 20 | 20 | 20 | 20 | 20 | 20 | 20 | 20 | 20 | 20 | 20 | 20 | 20 | 20 | 20 |

## Resultados
Los horarios corresponden al huso horario de España (Hora central europea): UTC+1 en horario estándar y UTC+2 en horario de verano.
| Jornada 1             | Jornada 1 | Jornada 1          | Jornada 1              | Jornada 1    | Jornada 1 | Jornada 1    | Jornada 1              | Jornada 1  | Jornada 1 | Jornada 1 |
| Local                 | Resultado | Visitante          | Estadio                | Fecha        | Hora      | Espectadores | Árbitro                | Amonestado | Expulsado |           |
| --------------------- | --------- | ------------------ | ---------------------- | ------------ | --------- | ------------ | ---------------------- | ---------- | --------- | --------- |
| C. A. Osasuna         | 2 – 1     | Sevilla F. C.      | El Sadar               | 12 de agosto | 21:00     | 18 536       | Del Cerro Grande       | 9          | 0         |           |
| R. C. Celta de Vigo   | 2 – 2     | R. C. D. Espanyol  | Abanca-Balaídos        | 13 de agosto | 17:00     | 13 859       | Ortiz Arias            | 8          | 0         |           |
| Real Valladolid C. F. | 0 – 3     | Villarreal C. F.   | José Zorrilla          | 13 de agosto | 19:00     | 17 543       | Melero López           | 1          | 0         |           |
| F. C. Barcelona       | 0 – 0     | Rayo Vallecano     | Spotify Camp Nou       | 13 de agosto | 21:00     | 81 104       | Hernández Hernández    | 9          | 1         |           |
| Cádiz C. F.           | 0 – 1     | Real Sociedad      | Nuevo Mirandilla       | 14 de agosto | 17:30     | 16 570       | Díaz de Mera Escuderos | 6          | 0         |           |
| Valencia C. F.        | 1 – 0     | Girona F. C.       | Mestalla               | 14 de agosto | 19:30     | 39 359       | Figueroa Vázquez       | 6          | 1         |           |
| U. D. Almería         | 1 – 2     | Real Madrid C. F.  | Power Horse Stadium    | 14 de agosto | 17:30     | 39 747       | Iglesias Villanueva    | 6          | 0         |           |
| Getafe C. F.          | 0 – 3     | Atlético de Madrid | Coliseum Alfonso Pérez | 15 de agosto | 19:30     | 12 235       | Sánchez Martínez       | 3          | 0         |           |
| Real Betis            | 3 – 0     | Elche C. F.        | Benito Villamarín      | 15 de agosto | 21:30     | 50 622       | Cuadra Fernández       | 9          | 1         |           |

| Jornada 2           | Jornada 2 | Jornada 2             | Jornada 2                 | Jornada 2    | Jornada 2 | Jornada 2    | Jornada 2              | Jornada 2  | Jornada 2 | Jornada 2 |
| Local               | Resultado | Visitante             | Estadio                   | Fecha        | Hora      | Espectadores | Árbitro                | Amonestado | Expulsado |           |
| ------------------- | --------- | --------------------- | ------------------------- | ------------ | --------- | ------------ | ---------------------- | ---------- | --------- | --------- |
| R. C. D. Espanyol   | 0 – 2     | Rayo Vallecano        | RCDE Stadium              | 19 de agosto | 20:00     | 16 071       | Figueroa Vázquez       | 6          | 2         |           |
| Sevilla F. C.       | 1 – 1     | Real Valladolid C. F. | Ramón Sánchez-Pizjuán     | 19 de agosto | 22:00     | 33 991       | Pulido Santana         | 5          | 2         |           |
| C. A. Osasuna       | 2 – 0     | Cádiz C. F.           | El Sadar                  | 20 de agosto | 17:30     | 18 587       | Mateu Lahoz            | 6          | 1         |           |
| R. C. D. Mallorca   | 1 – 2     | Real Betis            | Estadio Mallorca Son Moix | 20 de agosto | 19:30     | 15 579       | González Fuertes       | 15         | 0         |           |
| R. C. Celta de Vigo | 1 – 4     | Real Madrid C. F.     | Abanca-Balaídos           | 20 de agosto | 22:00     | 15 681       | Gil Manzano            | 4          | 0         |           |
| Athletic Club       | 1 – 0     | Valencia C. F.        | San Mamés                 | 21 de agosto | 17:30     | 43 333       | Soto Grado             | 7          | 0         |           |
| Atlético de Madrid  | 0 – 2     | Villarreal C. F.      | Cívitas Metropolitano     | 21 de agosto | 19:30     | 57 033       | De Burgos Bengoetxea   | 5          | 1         |           |
| Real Sociedad       | 1 – 4     | F. C. Barcelona       | Reale Arena               | 21 de agosto | 22:00     | 36 201       | Munuera Montero        | 3          | 0         |           |
| Elche C. F.         | 1 – 1     | U. D. Almería         | Martínez Valero           | 22 de agosto | 20:00     | 23 361       | Díaz de Mera Escuderos | 5          | 1         |           |
| Girona F. C.        | 3 – 1     | Getafe C. F.          | Montilivi                 | 22 de agosto | 22:00     | 10 460       | Muñiz Ruiz             | 8          | 1         |           |

| Jornada 3         | Jornada 3 | Jornada 3             | Jornada 3              | Jornada 3    | Jornada 3 | Jornada 3    | Jornada 3            | Jornada 3  | Jornada 3 | Jornada 3 |
| Local             | Resultado | Visitante             | Estadio                | Fecha        | Hora      | Espectadores | Árbitro              | Amonestado | Expulsado |           |
| ----------------- | --------- | --------------------- | ---------------------- | ------------ | --------- | ------------ | -------------------- | ---------- | --------- | --------- |
| Girona F. C.      | 0 – 1     | R. C. Celta de Vigo   | Montilivi              | 26 de agosto | 20:00     | 11 329       | Del Cerro Grande     | 3          | 0         |           |
| Real Betis        | 1 – 0     | C. A. Osasuna         | Benito Villamarín      | 26 de agosto | 22:00     | 52 580       | Martínez Munuera     | 3          | 1         |           |
| Elche C. F.       | 0 – 1     | Real Sociedad         | Martínez Valero        | 27 de agosto | 17:30     | 22 656       | Iglesias Villanueva  | 6          | 0         |           |
| Rayo Vallecano    | 0 – 2     | R. C. D. Mallorca     | Vallecas               | 27 de agosto | 19:30     | 10 944       | Sánchez Martínez     | 4          | 0         |           |
| U. D. Almería     | 2 – 1     | Sevilla F. C.         | Power Horse Stadium    | 27 de agosto | 22:00     | 13 788       | Gil Manzano          | 13         | 0         |           |
| Getafe C. F.      | 0 – 0     | Villarreal C. F.      | Coliseum Alfonso Pérez | 28 de agosto | 17:30     | 9 815        | Figueroa Vázquez     | 6          | 0         |           |
| F. C. Barcelona   | 4 – 0     | Real Valladolid C. F. | Spotify Camp Nou       | 28 de agosto | 19:30     | 83 972       | De Burgos Bengoetxea | 3          | 0         |           |
| R. C. D. Espanyol | 1 – 3     | Real Madrid C. F.     | RCDE Stadium           | 28 de agosto | 22:00     | 25 778       | Melero López         | 0          | 1         |           |
| Cádiz C. F.       | 0 – 4     | Athletic Club         | Nuevo Mirandilla       | 29 de agosto | 20:00     | 17 029       | Ortiz Arias          | 3          | 0         |           |
| Valencia C. F.    | 0 – 1     | Atlético de Madrid    | Mestalla               | 29 de agosto | 22:00     | 43 910       | Cuadra Fernández     | 9          | 0         |           |

| Jornada 4             | Jornada 4 | Jornada 4          | Jornada 4                 | Jornada 4       | Jornada 4 | Jornada 4    | Jornada 4              | Jornada 4  | Jornada 4 | Jornada 4 |
| Local                 | Resultado | Visitante          | Estadio                   | Fecha           | Hora      | Espectadores | Árbitro                | Amonestado | Expulsado |           |
| --------------------- | --------- | ------------------ | ------------------------- | --------------- | --------- | ------------ | ---------------------- | ---------- | --------- | --------- |
| R. C. Celta de Vigo   | 3 – 0     | Cádiz C. F.        | Abanca-Balaídos           | 2 de septiembre | 21:00     | 14 510       | Pulido Santana         | 3          | 0         |           |
| R. C. D. Mallorca     | 1 – 1     | Girona F. C.       | Estadio Mallorca Son Moix | 3 de septiembre | 14:00     | 13 390       | Díaz de Mera Escuderos | 7          | 0         |           |
| Real Madrid C. F.     | 2 – 1     | Real Betis         | Santiago Bernabéu         | 3 de septiembre | 16:15     | 58 579       | Sánchez Martínez       | 1          | 0         |           |
| Real Sociedad         | 1 – 1     | Atlético de Madrid | Reale Arena               | 3 de septiembre | 18:30     | 35 366       | Soto Grado             | 10         | 0         |           |
| Sevilla F. C.         | 0 – 3     | F. C. Barcelona    | Ramón Sánchez-Pizjuán     | 3 de septiembre | 21:00     | 40 233       | Mateu Lahoz            | 6          | 0         |           |
| C. A. Osasuna         | 2 – 1     | Rayo Vallecano     | El Sadar                  | 4 de septiembre | 14:00     | 18 745       | Muñiz Ruiz             | 4          | 0         |           |
| Athletic Club         | 0 – 1     | R. C. D. Espanyol  | San Mamés                 | 4 de septiembre | 16:15     | 41 574       | Martínez Munuera       | 5          | 0         |           |
| Villarreal C. F.      | 4 – 0     | Elche C. F.        | Ciutat de València        | 4 de septiembre | 18:30     | 13 915       | Ortiz Arias            | 4          | 0         |           |
| Valencia C. F.        | 5 – 1     | Getafe C. F.       | Mestalla                  | 4 de septiembre | 21:00     | 38 725       | Munuera Montero        | 9          | 2         |           |
| Real Valladolid C. F. | 1 – 0     | U. D. Almería      | José Zorrilla             | 5 de septiembre | 21:00     | 20 260       | González Fuertes       | 7          | 0         |           |

| Jornada 5          | Jornada 5 | Jornada 5             | Jornada 5              | Jornada 5        | Jornada 5 | Jornada 5    | Jornada 5            | Jornada 5  | Jornada 5 | Jornada 5 |
| Local              | Resultado | Visitante             | Estadio                | Fecha            | Hora      | Espectadores | Árbitro              | Amonestado | Expulsado |           |
| ------------------ | --------- | --------------------- | ---------------------- | ---------------- | --------- | ------------ | -------------------- | ---------- | --------- | --------- |
| Girona F. C.       | 2 – 1     | Real Valladolid C. F. | Montilivi              | 9 de septiembre  | 21:00     | 10 053       | Soto Grado           | 2          | 0         |           |
| Rayo Vallecano     | 2 – 1     | Valencia C. F.        | Vallecas               | 10 de septiembre | 14:00     | 12 085       | Gil Manzano          | 7          | 0         |           |
| R. C. D. Espanyol  | 2 – 3     | Sevilla F. C.         | RCDE Stadium           | 10 de septiembre | 16:15     | 20 135       | Cuadra Fernández     | 10         | 1         |           |
| Cádiz C. F.        | 0 – 4     | F. C. Barcelona       | Nuevo Mirandilla       | 10 de septiembre | 18:30     | 19 530       | Del Cerro Grande     | 3          | 0         |           |
| Atlético de Madrid | 4 – 1     | R. C. Celta de Vigo   | Cívitas Metropolitano  | 10 de septiembre | 21:00     | 52 247       | Hernández Hernández  | 5          | 0         |           |
| Real Madrid C. F.  | 4 – 1     | R. C. D. Mallorca     | Santiago Bernabéu      | 11 de septiembre | 14:00     | 54 816       | Figueroa Vázquez     | 8          | 0         |           |
| Elche C. F.        | 1 – 4     | Athletic Club         | Martínez Valero        | 11 de septiembre | 16:15     | 24 176       | Melero López         | 4          | 0         |           |
| Getafe C. F.       | 2 – 1     | Real Sociedad         | Coliseum Alfonso Pérez | 11 de septiembre | 18:30     | 11 112       | Pulido Santana       | 5          | 0         |           |
| Real Betis         | 1 – 0     | Villarreal C. F.      | Benito Villamarín      | 11 de septiembre | 21:00     | 53 276       | De Burgos Bengoetxea | 2          | 0         |           |
| U. D. Almería      | 0 – 1     | C. A. Osasuna         | Power Horse Stadium    | 12 de septiembre | 21:00     | 12 397       | Iglesias Villanueva  | 2          | 0         |           |

| Jornada 6             | Jornada 6 | Jornada 6           | Jornada 6                 | Jornada 6        | Jornada 6 | Jornada 6    | Jornada 6              | Jornada 6  | Jornada 6 | Jornada 6 |
| Local                 | Resultado | Visitante           | Estadio                   | Fecha            | Hora      | Espectadores | Árbitro                | Amonestado | Expulsado |           |
| --------------------- | --------- | ------------------- | ------------------------- | ---------------- | --------- | ------------ | ---------------------- | ---------- | --------- | --------- |
| Real Valladolid C. F. | 0 – 1     | Cádiz C. F.         | José Zorrilla             | 16 de septiembre | 21:00     | 20 295       | Sánchez Martínez       | 5          | 0         |           |
| R. C. D. Mallorca     | 1 – 0     | U. D. Almería       | Estadio Mallorca Son Moix | 17 de septiembre | 14:00     | 12 687       | Martínez Munuera       | 9          | 0         |           |
| F. C. Barcelona       | 3 – 0     | Elche C. F.         | Spotify Camp Nou          | 17 de septiembre | 16:15     | 85 073       | Muñiz Ruiz             | 4          | 2         |           |
| Valencia C. F.        | 3 – 0     | R. C. Celta de Vigo | Mestalla                  | 17 de septiembre | 18:30     | 40 695       | González Fuertes       | 5          | 1         |           |
| Athletic Club         | 3 – 2     | Rayo Vallecano      | San Mamés                 | 17 de septiembre | 21:00     | 43 484       | Mateu Lahoz            | 3          | 0         |           |
| C. A. Osasuna         | 0 – 2     | Getafe C. F.        | El Sadar                  | 18 de septiembre | 14:00     | 18 255       | Díaz de Mera Escuderos | 12         | 2         |           |
| Villarreal C. F.      | 1 – 1     | Sevilla F. C.       | Ciutat de València        | 18 de septiembre | 16:15     | 18 262       | Hernández Hernández    | 6          | 0         |           |
| Real Betis            | 2 – 1     | Girona F. C.        | Benito Villamarín         | 18 de septiembre | 18:30     | 52 229       | Ortiz Arias            | 3          | 1         |           |
| Real Sociedad         | 2 – 1     | R. C. D. Espanyol   | Reale Arena               | 18 de septiembre | 18:30     | 31 511       | Del Cerro Grande       | 3          | 0         |           |
| Atlético de Madrid    | 1 – 2     | Real Madrid C. F.   | Cívitas Metropolitano     | 18 de septiembre | 21:00     | 66 881       | Munuera Montero        | 6          | 1         |           |

| Jornada 7           | Jornada 7 | Jornada 7             | Jornada 7                 | Jornada 7        | Jornada 7 | Jornada 7    | Jornada 7            | Jornada 7  | Jornada 7 | Jornada 7 |
| Local               | Resultado | Visitante             | Estadio                   | Fecha            | Hora      | Espectadores | Árbitro              | Amonestado | Expulsado |           |
| ------------------- | --------- | --------------------- | ------------------------- | ---------------- | --------- | ------------ | -------------------- | ---------- | --------- | --------- |
| Athletic Club       | 4 – 0     | U. D. Almería         | San Mamés                 | 30 de septiembre | 21:00     | 42 110       | Pulido Santana       | 4          | 0         |           |
| Cádiz C. F.         | 0 – 0     | Villarreal C. F.      | Nuevo Mirandilla          | 1 de octubre     | 14:00     | 15 536       | Iglesias Villanueva  | 5          | 0         |           |
| Getafe C. F.        | 2 – 3     | Real Valladolid C. F. | Coliseum Alfonso Pérez    | 1 de octubre     | 16:15     | 10 958       | Muñiz Ruiz           | 7          | 0         |           |
| Sevilla F. C.       | 0 – 2     | Atlético de Madrid    | Ramón Sánchez-Pizjuán     | 1 de octubre     | 18:30     | 37 754       | De Burgos Bengoetxea | 5          | 0         |           |
| R. C. D. Mallorca   | 0 – 1     | F. C. Barcelona       | Estadio Mallorca Son Moix | 1 de octubre     | 21:00     | 18 103       | Gil Manzano          | 6          | 0         |           |
| R. C. D. Espanyol   | 2 – 2     | Valencia C. F.        | RCDE Stadium              | 2 de octubre     | 14:00     | 19 776       | Pizarro Gómez        | 3          | 2         |           |
| R. C. Celta de Vigo | 1 – 0     | Real Betis            | Abanca-Balaídos           | 2 de octubre     | 16:15     | 14 344       | Soto Grado           | 7          | 1         |           |
| Girona F. C.        | 3 – 5     | Real Sociedad         | Montilivi                 | 2 de octubre     | 18:30     | 12 217       | Melero López         | 4          | 0         |           |
| Real Madrid C. F.   | 1 – 1     | C. A. Osasuna         | Santiago Bernabéu         | 2 de octubre     | 21:00     | 55 410       | Cuadra Fernández     | 3          | 1         |           |
| Rayo Vallecano      | 2 – 1     | Elche C. F.           | Vallecas                  | 3 de octubre     | 21:00     | 11 662       | Figueroa Vázquez     | 9          | 0         |           |

| Jornada 8             | Jornada 8 | Jornada 8           | Jornada 8              | Jornada 8     | Jornada 8 | Jornada 8    | Jornada 8           | Jornada 8  | Jornada 8 | Jornada 8 |
| Local                 | Resultado | Visitante           | Estadio                | Fecha         | Hora      | Espectadores | Árbitro             | Amonestado | Expulsado |           |
| --------------------- | --------- | ------------------- | ---------------------- | ------------- | --------- | ------------ | ------------------- | ---------- | --------- | --------- |
| C. A. Osasuna         | 1 – 2     | Valencia C. F.      | El Sadar               | 7 de octubre  | 21:00     | 20 260       | Ortiz Arias         | 12         | 3         |           |
| U. D. Almería         | 3 – 1     | Rayo Vallecano      | Power Horse Stadium    | 8 de octubre  | 14:00     | 10 783       | González Fuertes    | 6          | 1         |           |
| Atlético de Madrid    | 2 – 1     | Girona F. C.        | Cívitas Metropolitano  | 8 de octubre  | 16:15     | 54 069       | Martínez Munuera    | 4          | 0         |           |
| Sevilla F. C.         | 1 – 1     | Athletic Club       | Ramón Sánchez-Pizjuán  | 8 de octubre  | 18:30     | 36 502       | Gil Manzano         | 5          | 1         |           |
| Getafe C. F.          | 0 – 1     | Real Madrid C. F.   | Coliseum Alfonso Pérez | 8 de octubre  | 21:00     | 14 502       | Mateu Lahoz         | 0          | 0         |           |
| Real Valladolid C. F. | 0 – 0     | Real Betis          | José Zorrilla          | 9 de octubre  | 14:00     | 22 561       | Del Cerro Grande    | 2          | 1         |           |
| Cádiz C. F.           | 2 – 2     | R. C. D. Espanyol   | Nuevo Mirandilla       | 9 de octubre  | 16:15     | 16 572       | Hernández Hernández | 8          | 0         |           |
| Real Sociedad         | 1 – 0     | Villarreal C. F.    | Reale Arena            | 9 de octubre  | 18:30     | 32 689       | Soto Grado          | 9          | 0         |           |
| F. C. Barcelona       | 1 – 0     | R. C. Celta de Vigo | Spotify Camp Nou       | 9 de octubre  | 21:00     | 81 525       | Munuera Montero     | 6          | 0         |           |
| Elche C. F.           | 1 – 1     | R. C. D. Mallorca   | Martínez Valero        | 10 de octubre | 21:00     | 10 500       | Pizarro Gómez       | 9          | 2         |           |

| Jornada 9           | Jornada 9 | Jornada 9             | Jornada 9                 | Jornada 9     | Jornada 9 | Jornada 9    | Jornada 9            | Jornada 9  | Jornada 9 | Jornada 9 |
| Local               | Resultado | Visitante             | Estadio                   | Fecha         | Hora      | Espectadores | Árbitro              | Amonestado | Expulsado |           |
| ------------------- | --------- | --------------------- | ------------------------- | ------------- | --------- | ------------ | -------------------- | ---------- | --------- | --------- |
| Rayo Vallecano      | 0 – 0     | Getafe C. F.          | Vallecas                  | 14 de octubre | 21:00     | 13 076       | Melero López         | 5          | 0         |           |
| Girona F. C.        | 1 – 1     | Cádiz C. F.           | Montilivi                 | 15 de octubre | 14:00     | 9 927        | De Burgos Bengoetxea | 9          | 0         |           |
| Valencia C. F.      | 2 – 2     | Elche C. F.           | Mestalla                  | 15 de octubre | 16:15     | 41 805       | Pulido Santana       | 9          | 0         |           |
| R. C. D. Mallorca   | 0 – 1     | Sevilla F. C.         | Estadio Mallorca Son Moix | 15 de octubre | 18:30     | 15 300       | Iglesias Villanueva  | 5          | 0         |           |
| Athletic Club       | 0 – 1     | Atlético de Madrid    | San Mamés                 | 15 de octubre | 21:00     | 48 391       | Figueroa Vázquez     | 7          | 0         |           |
| R. C. Celta de Vigo | 1 – 2     | Real Sociedad         | Abanca-Balaídos           | 16 de octubre | 14:00     | 13 101       | Cuadra Fernández     | 12         | 1         |           |
| Real Madrid C. F.   | 3 – 1     | F. C. Barcelona       | Santiago Bernabéu         | 16 de octubre | 16:15     | 62 876       | Sánchez Martínez     | 4          | 0         |           |
| R. C. D. Espanyol   | 1 – 0     | Real Valladolid C. F. | RCDE Stadium              | 16 de octubre | 18:30     | 17 770       | Mateu Lahoz          | 5          | 0         |           |
| Real Betis          | 3 – 1     | U. D. Almería         | Benito Villamarín         | 16 de octubre | 21:00     | 46 112       | Muñiz Ruiz           | 2          | 0         |           |
| Villarreal C. F.    | 2 – 0     | C. A. Osasuna         | La Cerámica               | 17 de octubre | 21:00     | 9 699        | González Fuertes     | 8          | 0         |           |

| Jornada 10            | Jornada 10 | Jornada 10          | Jornada 10             | Jornada 10    | Jornada 10 | Jornada 10   | Jornada 10          | Jornada 10 | Jornada 10 | Jornada 10 |
| Local                 | Resultado  | Visitante           | Estadio                | Fecha         | Hora       | Espectadores | Árbitro             | Amonestado | Expulsado  |            |
| --------------------- | ---------- | ------------------- | ---------------------- | ------------- | ---------- | ------------ | ------------------- | ---------- | ---------- | ---------- |
| Sevilla F. C.         | 1 – 1      | Valencia C. F.      | Ramón Sánchez-Pizjuán  | 18 de octubre | 19:00      | 37 353       | Soto Grado          | 11         | 1          |            |
| Getafe C. F.          | 2 – 2      | Athletic Club       | Coliseum Alfonso Pérez | 18 de octubre | 20:00      | 11 395       | Munuera Montero     | 11         | 0          |            |
| Atlético de Madrid    | 1 – 1      | Rayo Vallecano      | Cívitas Metropolitano  | 18 de octubre | 21:00      | 46 803       | Iglesias Villanueva | 3          | 0          |            |
| Real Valladolid C. F. | 4 – 1      | R. C. Celta de Vigo | José Zorrilla          | 19 de octubre | 19:00      | 16 547       | Pizarro Gómez       | 1          | 0          |            |
| Cádiz C. F.           | 0 – 0      | Real Betis          | Nuevo Mirandilla       | 19 de octubre | 19:00      | 18 505       | Mateu Lahoz         | 4          | 0          |            |
| Real Sociedad         | 1 – 0      | R. C. D. Mallorca   | Reale Arena            | 19 de octubre | 20:00      | 27 085       | Ortiz Arias         | 4          | 0          |            |
| Elche C. F.           | 0 – 3      | Real Madrid C. F.   | Martínez Valero        | 19 de octubre | 21:00      | 30 236       | Gil Manzano         | 2          | 0          |            |
| U. D. Almería         | 3 – 2      | Girona F. C.        | Power Horse Stadium    | 20 de octubre | 19:00      | 11 194       | Cuadra Fernández    | 4          | 0          |            |
| C. A. Osasuna         | 1 – 0      | R. C. D. Espanyol   | El Sadar               | 20 de octubre | 20:00      | 17 832       | Melero López        | 3          | 0          |            |
| F. C. Barcelona       | 3 – 0      | Villarreal C. F.    | Spotify Camp Nou       | 20 de octubre | 21:00      | 73 261       | Del Cerro Grande    | 1          | 0          |            |

| Jornada 11            | Jornada 11 | Jornada 11         | Jornada 11        | Jornada 11    | Jornada 11 | Jornada 11   | Jornada 11           | Jornada 11 | Jornada 11 | Jornada 11 |
| Local                 | Resultado  | Visitante          | Estadio           | Fecha         | Hora       | Espectadores | Árbitro              | Amonestado | Expulsado  |            |
| --------------------- | ---------- | ------------------ | ----------------- | ------------- | ---------- | ------------ | -------------------- | ---------- | ---------- | ---------- |
| Rayo Vallecano        | 5 – 1      | Cádiz C. F.        | Vallecas          | 22 de octubre | 14:00      | 12 975       | Muñiz Ruiz           | 5          | 3          |            |
| Real Valladolid C. F. | 1 – 0      | Real Sociedad      | José Zorrilla     | 22 de octubre | 16:15      | 21 175       | Figueroa Vázquez     | 5          | 0          |            |
| Valencia C. F.        | 1 – 2      | R. C. D. Mallorca  | Mestalla          | 22 de octubre | 18:30      | 41 199       | Sánchez Martínez     | 8          | 0          |            |
| Real Madrid C. F.     | 3 – 1      | Sevilla F. C.      | Santiago Bernabéu | 22 de octubre | 21:00      | 59 625       | Hernández Hernández  | 5          | 0          |            |
| R. C. D. Espanyol     | 2 – 2      | Elche C. F.        | RCDE Stadium      | 23 de octubre | 14:00      | 17 560       | Munuera Montero      | 5          | 0          |            |
| Real Betis            | 1 – 2      | Atlético de Madrid | Benito Villamarín | 23 de octubre | 16:15      | 50 179       | Gil Manzano          | 5          | 0          |            |
| Girona F. C.          | 1 – 1      | C. A. Osasuna      | Montilivi         | 23 de octubre | 18:30      | 10 032       | Pulido Santana       | 5          | 0          |            |
| Villarreal C. F.      | 2 – 1      | U. D. Almería      | La Cerámica       | 23 de octubre | 18:30      | 13 816       | De Burgos Bengoetxea | 5          | 2          |            |
| F. C. Barcelona       | 4 – 0      | Athletic Club      | Spotify Camp Nou  | 23 de octubre | 21:00      | 84 817       | Martínez Munuera     | 5          | 0          |            |
| R. C. Celta de Vigo   | 1 – 1      | Getafe C. F.       | Abanca-Balaídos   | 24 de octubre | 21:00      | 9 774        | González Fuertes     | 2          | 0          |            |

| Jornada 12        | Jornada 12 | Jornada 12            | Jornada 12                | Jornada 12    | Jornada 12 | Jornada 12   | Jornada 12             | Jornada 12 | Jornada 12 | Jornada 12 |
| Local             | Resultado  | Visitante             | Estadio                   | Fecha         | Hora       | Espectadores | Árbitro                | Amonestado | Expulsado  |            |
| ----------------- | ---------- | --------------------- | ------------------------- | ------------- | ---------- | ------------ | ---------------------- | ---------- | ---------- | ---------- |
| R. C. D. Mallorca | 1 – 1      | R. C. D. Espanyol     | Estadio Mallorca Son Moix | 28 de octubre | 21:00      | 13 982       | Díaz de Mera Escuderos | 5          | 2          |            |
| U. D. Almería     | 3 – 1      | R. C. Celta de Vigo   | Power Horse Stadium       | 29 de octubre | 14:00      | 11 080       | Del Cerro Grande       | 4          | 1          |            |
| Cádiz C. F.       | 3 – 2      | Atlético de Madrid    | Nuevo Mirandilla          | 29 de octubre | 16:15      | 18 183       | Sánchez Martínez       | 6          | 0          |            |
| Sevilla F. C.     | 0 – 1      | Rayo Vallecano        | Ramón Sánchez-Pizjuán     | 29 de octubre | 18:30      | 36 601       | Mateu Lahoz            | 9          | 0          |            |
| Valencia C. F.    | 0 – 1      | F. C. Barcelona       | Mestalla                  | 29 de octubre | 21:00      | 46 007       | De Burgos Bengoetxea   | 9          | 0          |            |
| C. A. Osasuna     | 2 – 0      | Real Valladolid C. F. | El Sadar                  | 30 de octubre | 14:00      | 19 429       | Cuadra Fernández       | 4          | 0          |            |
| Real Madrid C. F. | 1 – 1      | Girona F. C.          | Santiago Bernabéu         | 30 de octubre | 16:15      | 58 367       | Melero López           | 6          | 1          |            |
| Athletic Club     | 1 – 0      | Villarreal C. F.      | San Mamés                 | 30 de octubre | 18:30      | 46 081       | Ortiz Arias            | 3          | 0          |            |
| Real Sociedad     | 0 – 2      | Real Betis            | Reale Arena               | 30 de octubre | 21:00      | 32 435       | Iglesias Villanueva    | 8          | 0          |            |
| Elche C. F.       | 0 – 1      | Getafe C. F.          | Martínez Valero           | 31 de octubre | 21:00      | 19 588       | Soto Grado             | 3          | 1          |            |

| Jornada 13            | Jornada 13 | Jornada 13        | Jornada 13             | Jornada 13     | Jornada 13 | Jornada 13   | Jornada 13           | Jornada 13 | Jornada 13 | Jornada 13 |
| Local                 | Resultado  | Visitante         | Estadio                | Fecha          | Hora       | Espectadores | Árbitro              | Amonestado | Expulsado  |            |
| --------------------- | ---------- | ----------------- | ---------------------- | -------------- | ---------- | ------------ | -------------------- | ---------- | ---------- | ---------- |
| Girona F. C.          | 2 – 1      | Athletic Club     | Montilivi              | 4 de noviembre | 21:00      | 11 420       | Pizarro Gómez        | 2          | 0          |            |
| Getafe C. F.          | 0 – 0      | Cádiz C. F.       | Coliseum Alfonso Pérez | 5 de noviembre | 14:00      | 10 554       | Hernández Hernández  | 7          | 3          |            |
| Real Valladolid C. F. | 2 – 1      | Elche C. F.       | José Zorrilla          | 5 de noviembre | 16:15      | 20 176       | De Burgos Bengoetxea | 2          | 0          |            |
| R. C. Celta de Vigo   | 1 – 2      | C. A. Osasuna     | Abanca-Balaídos        | 5 de noviembre | 18:30      | 14 209       | Figueroa Vázquez     | 6          | 0          |            |
| F. C. Barcelona       | 2 – 0      | U. D. Almería     | Spotify Camp Nou       | 5 de noviembre | 21:00      | 92 605       | González Fuertes     | 3          | 0          |            |
| Atlético de Madrid    | 1 – 1      | R. C. D. Espanyol | Cívitas Metropolitano  | 6 de noviembre | 14:00      | 50 007       | Pulido Santana       | 8          | 1          |            |
| Real Sociedad         | 1 – 1      | Valencia C. F.    | Reale Arena            | 6 de noviembre | 16:15      | 32 773       | Munuera Montero      | 2          | 1          |            |
| Villarreal C. F.      | 0 – 2      | R. C. D. Mallorca | La Cerámica            | 6 de noviembre | 18:30      | 16 603       | Muñiz Ruiz           | 10         | 0          |            |
| Real Betis            | 1 – 1      | Sevilla F. C.     | Benito Villamarín      | 6 de noviembre | 21:00      | 54 034       | Sánchez Martínez     | 10         | 3          |            |
| Rayo Vallecano        | 3 – 2      | Real Madrid C. F. | Vallecas               | 7 de noviembre | 21:00      | 14 216       | Martínez Munuera     | 9          | 1          |            |

| Jornada 14        | Jornada 14 | Jornada 14            | Jornada 14                | Jornada 14      | Jornada 14 | Jornada 14   | Jornada 14             | Jornada 14 | Jornada 14 | Jornada 14 |
| Local             | Resultado  | Visitante             | Estadio                   | Fecha           | Hora       | Espectadores | Árbitro                | Amonestado | Expulsado  |            |
| ----------------- | ---------- | --------------------- | ------------------------- | --------------- | ---------- | ------------ | ---------------------- | ---------- | ---------- | ---------- |
| Elche C. F.       | 1 – 2      | Girona F. C.          | Martínez Valero           | 8 de noviembre  | 19:00      | 17 339       | González Fuertes       | 5          | 0          |            |
| Athletic Club     | 3 – 0      | Real Valladolid C. F. | San Mamés                 | 8 de noviembre  | 20:00      | 40 072       | Díaz de Mera Escuderos | 4          | 0          |            |
| C. A. Osasuna     | 1 – 2      | F. C. Barcelona       | El Sadar                  | 8 de noviembre  | 21:30      | 21 603       | Gil Manzano            | 6          | 2          |            |
| Sevilla F. C.     | 1 – 2      | Real Sociedad         | Ramón Sánchez-Pizjuán     | 9 de noviembre  | 19:00      | 34 814       | Del Cerro Grande       | 4          | 2          |            |
| U. D. Almería     | 1 – 0      | Getafe C. F.          | Power Horse Stadium       | 9 de noviembre  | 19:00      | 11 454       | Muñiz Ruiz             | 12         | 1          |            |
| R. C. D. Espanyol | 0 – 1      | Villarreal C. F.      | RCDE Stadium              | 9 de noviembre  | 20:00      | 17 400       | Iglesias Villanueva    | 4          | 0          |            |
| R. C. D. Mallorca | 1 – 0      | Atlético de Madrid    | Estadio Mallorca Son Moix | 9 de noviembre  | 21:30      | 14 475       | Melero López           | 8          | 0          |            |
| Rayo Vallecano    | 0 – 0      | R. C. Celta de Vigo   | Vallecas                  | 10 de noviembre | 19:00      | 12 419       | Munuera Montero        | 8          | 0          |            |
| Valencia C. F.    | 3 – 0      | Real Betis            | Mestalla                  | 10 de noviembre | 20:00      | 39 876       | Ortiz Arias            | 4          | 1          |            |
| Real Madrid C. F. | 2 – 1      | Cádiz C. F.           | Santiago Bernabéu         | 10 de noviembre | 21:30      | 53 190       | Soto Grado             | 6          | 0          |            |

| Jornada 15            | Jornada 15 | Jornada 15        | Jornada 15             | Jornada 15      | Jornada 15 | Jornada 15   | Jornada 15           | Jornada 15 | Jornada 15 | Jornada 15 |
| Local                 | Resultado  | Visitante         | Estadio                | Fecha           | Hora       | Espectadores | Árbitro              | Amonestado | Expulsado  |            |
| --------------------- | ---------- | ----------------- | ---------------------- | --------------- | ---------- | ------------ | -------------------- | ---------- | ---------- | ---------- |
| Girona F. C.          | 2 – 2      | Rayo Vallecano    | Montilivi              | 29 de diciembre | 17:00      | 11 451       | Figueroa Vázquez     | 5          | 0          |            |
| Real Betis            | 0 – 0      | Athletic Club     | Benito Villamarín      | 29 de diciembre | 19:15      | 53 565       | Hernández Hernández  | 5          | 1          |            |
| Atlético de Madrid    | 2 – 0      | Elche C. F.       | Cívitas Metropolitano  | 29 de diciembre | 21:30      | 38 119       | Cuadra Fernández     | 3          | 3          |            |
| Getafe C. F.          | 2 – 0      | R. C. D. Mallorca | Coliseum Alfonso Pérez | 30 de diciembre | 17:00      | 9 755        | Alberola Rojas       | 1          | 0          |            |
| R. C. Celta de Vigo   | 1 – 1      | Sevilla F. C.     | Abanca-Balaídos        | 30 de diciembre | 19:15      | 13 653       | De Burgos Bengoetxea | 4          | 1          |            |
| Cádiz C. F.           | 1 – 1      | U. D. Almería     | Nuevo Mirandilla       | 30 de diciembre | 19:15      | 17 345       | Martínez Munuera     | 2          | 0          |            |
| Real Valladolid C. F. | 0 – 2      | Real Madrid C. F. | José Zorrilla          | 30 de diciembre | 21:30      | 25 950       | Munuera Montero      | 2          | 1          |            |
| F. C. Barcelona       | 1 – 1      | R. C. D. Espanyol | Spotify Camp Nou       | 31 de diciembre | 14:00      | 88 095       | Mateu Lahoz          | 12         | 2          |            |
| Real Sociedad         | 2 – 0      | C. A. Osasuna     | Reale Arena            | 31 de diciembre | 16:15      | 34 847       | Pizarro Gómez        | 2          | 0          |            |
| Villarreal C. F.      | 2 – 1      | Valencia C. F.    | La Cerámica            | 31 de diciembre | 16:15      | 19 247       | Sánchez Martínez     | 5          | 0          |            |

| Jornada 16         | Jornada 16 | Jornada 16            | Jornada 16                | Jornada 16 | Jornada 16 | Jornada 16   | Jornada 16             | Jornada 16 | Jornada 16 | Jornada 16 |
| Local              | Resultado  | Visitante             | Estadio                   | Fecha      | Hora       | Espectadores | Árbitro                | Amonestado | Expulsado  |            |
| ------------------ | ---------- | --------------------- | ------------------------- | ---------- | ---------- | ------------ | ---------------------- | ---------- | ---------- | ---------- |
| Elche C. F.        | 0 – 1      | R. C. Celta de Vigo   | Martínez Valero           | 6 de enero | 18:30      | 20 121       | Ortiz Arias            | 4          | 1          |            |
| Valencia C. F.     | 0 – 1      | Cádiz C. F.           | Mestalla                  | 6 de enero | 21:00      | 39 703       | González Fuertes       | 11         | 0          |            |
| Villarreal C. F.   | 2 – 1      | Real Madrid C. F.     | La Cerámica               | 7 de enero | 16:15      | 21 088       | Soto Grado             | 5          | 0          |            |
| R. C. D. Mallorca  | 1 – 0      | Real Valladolid C. F. | Estadio Mallorca Son Moix | 7 de enero | 18:30      | 14 129       | Pizarro Gómez          | 5          | 0          |            |
| R. C. D. Espanyol  | 2 – 2      | Girona F. C.          | RCDE Stadium              | 7 de enero | 21:00      | 21 429       | Del Cerro Grande       | 5          | 0          |            |
| U. D. Almería      | 0 – 2      | Real Sociedad         | Power Horse Stadium       | 8 de enero | 14:00      | 12 020       | Alberola Rojas         | 1          | 0          |            |
| Rayo Vallecano     | 1 – 2      | Real Betis            | Vallecas                  | 8 de enero | 16:15      | 13 119       | Díaz de Mera Escuderos | 5          | 0          |            |
| Sevilla F. C.      | 2 – 1      | Getafe C. F.          | Ramón Sánchez-Pizjuán     | 8 de enero | 18:30      | 35 389       | Martínez Munuera       | 6          | 0          |            |
| Atlético de Madrid | 0 – 1      | F. C. Barcelona       | Cívitas Metropolitano     | 8 de enero | 21:00      | 63 493       | Munuera Montero        | 5          | 2          |            |
| Athletic Club      | 0 – 0      | C. A. Osasuna         | San Mamés                 | 9 de enero | 21:00      | 39 216       | Melero López           | 1          | 0          |            |

| Jornada 17            | Jornada 17 | Jornada 17         | Jornada 17             | Jornada 17   | Jornada 17 | Jornada 17   | Jornada 17           | Jornada 17 | Jornada 17 | Jornada 17 |
| Local                 | Resultado  | Visitante          | Estadio                | Fecha        | Hora       | Espectadores | Árbitro              | Amonestado | Expulsado  |            |
| --------------------- | ---------- | ------------------ | ---------------------- | ------------ | ---------- | ------------ | -------------------- | ---------- | ---------- | ---------- |
| R. C. Celta de Vigo   | 1 – 1      | Villarreal C. F.   | Abanca-Balaídos        | 13 de enero  | 21:00      | 14 010       | Alberola Rojas       | 2          | 0          |            |
| Real Valladolid C. F. | 0 – 1      | Rayo Vallecano     | José Zorrilla          | 14 de enero  | 14:00      | 20 101       | Melero López         | 4          | 0          |            |
| Girona F. C.          | 2 – 1      | Sevilla F. C.      | Montilivi              | 14 de enero  | 16:15      | 12 035       | Pizarro Gómez        | 4          | 0          |            |
| C. A. Osasuna         | 1 – 0      | R. C. D. Mallorca  | El Sadar               | 14 de enero  | 18:30      | 19 980       | Soto Grado           | 5          | 0          |            |
| Real Sociedad         | 3 – 1      | Athletic Club      | Reale Arena            | 14 de enero  | 21:00      | 38 229       | Cuadra Fernández     | 6          | 1          |            |
| Getafe C. F.          | 1 – 2      | R. C. D. Espanyol  | Coliseum Alfonso Pérez | 15 de enero  | 14:00      | 10 070       | Figueroa Vázquez     | 5          | 0          |            |
| U. D. Almería         | 1 – 1      | Atlético de Madrid | Power Horse Stadium    | 15 de enero  | 16:15      | 14 149       | Sánchez Martínez     | 6          | 1          |            |
| Cádiz C. F.           | 1 – 1      | Elche C. F.        | Nuevo Mirandilla       | 16 de enero  | 21:00      | 17 456       | Del Cerro Grande     | 5          | 0          |            |
| Real Betis            | 1 – 2      | F. C. Barcelona    | Benito Villamarín      | 1 de febrero | 21:00      | 46 239       | De Burgos Bengoetxea | 3          | 1          |            |
| Real Madrid C. F.     | 2 – 0      | Valencia C. F.     | Santiago Bernabéu      | 2 de febrero | 21:00      | 51 926       | Alberola Rojas       | 4          | 1          |            |

| Jornada 18         | Jornada 18                                                                                              | Jornada 18            | Jornada 18                | Jornada 18  | Jornada 18 | Jornada 18   | Jornada 18           | Jornada 18 | Jornada 18 | Jornada 18 |
| Local              | Resultado                                                                                               | Visitante             | Estadio                   | Fecha       | Hora       | Espectadores | Árbitro              | Amonestado | Expulsado  |            |
| ------------------ | --- | --------------------- | ------------------------- | ----------- | ---------- | ------------ | -------------------- | ---------- | ---------- | ---------- |
| R. C. D. Mallorca  | 1 – 0                                                                                                   | R. C. Celta de Vigo   | Estadio Mallorca Son Moix | 20 de enero | 21:00      | 12 210       | Pulido Santana       | 5          | 0          |            |
| Rayo Vallecano     | 0 – 2 (enlace roto disponible en Internet Archive; véase el historial, la primera versión y la última). | Real Sociedad         | Vallecas                  | 21 de enero | 14:00      | 12 969       | Mateu Lahoz          | 0          | 0          |            |
| R. C. D. Espanyol  | 1 – 0                                                                                                   | Real Betis            | RCDE Stadium              | 21 de enero | 16:15      | 20 563       | González Fuertes     | 5          | 0          |            |
| Atlético de Madrid | 3 – 0                                                                                                   | Real Valladolid C. F. | Cívitas Metropolitano     | 21 de enero | 18:30      | 53 352       | De Burgos Bengoetxea | 2          | 0          |            |
| Sevilla F. C.      | 1 – 0                                                                                                   | Cádiz C. F.           | Ramón Sánchez-Pizjuán     | 21 de enero | 21:00      | 37 532       | Hernández Hernández  | 3          | 1          |            |
| Villarreal C. F.   | 1 – 0                                                                                                   | Girona F. C.          | La Cerámica               | 22 de enero | 14:00      | 15 558       | Del Cerro Grande     | 8          | 1          |            |
| Elche C. F.        | 1 – 1                                                                                                   | C. A. Osasuna         | Martínez Valero           | 22 de enero | 16:15      | 17 589       | Muñiz Ruiz           | 3          | 0          |            |
| F. C. Barcelona    | 1 – 0                                                                                                   | Getafe C. F.          | Spotify Camp Nou          | 22 de enero | 18:30      | 79 814       | Iglesias Villanueva  | 3          | 0          |            |
| Athletic Club      | 0 – 2                                                                                                   | Real Madrid C. F.     | San Mamés                 | 22 de enero | 21:00      | 49 402       | Sánchez Martínez     | 5          | 0          |            |
| Valencia C. F.     | 2 – 2                                                                                                   | U. D. Almería         | Mestalla                  | 23 de enero | 21:00      | 33 507       | Gil Manzano          | 3          | 0          |            |

| Jornada 19            | Jornada 19 | Jornada 19         | Jornada 19             | Jornada 19  | Jornada 19 | Jornada 19   | Jornada 19             | Jornada 19 | Jornada 19 | Jornada 19 |
| Local                 | Resultado  | Visitante          | Estadio                | Fecha       | Hora       | Espectadores | Árbitro                | Amonestado | Expulsado  |            |
| --------------------- | ---------- | ------------------ | ---------------------- | ----------- | ---------- | ------------ | ---------------------- | ---------- | ---------- | ---------- |
| U. D. Almería         | 3 – 1      | R. C. D. Espanyol  | Power Horse Stadium    | 27 de enero | 21:00      | 11 629       | Iglesias Villanueva    | 6          | 0          |            |
| Cádiz C. F.           | 2 – 0      | R. C. D. Mallorca  | Nuevo Mirandilla       | 28 de enero | 14:00      | 16 117       | De Burgos Bengoetxea   | 4          | 0          |            |
| Girona F. C.          | 0 – 1      | F. C. Barcelona    | Montilivi              | 28 de enero | 16:15      | 13 402       | Muñiz Ruiz             | 5          | 0          |            |
| Sevilla F. C.         | 3 – 0      | Elche C. F.        | Ramón Sánchez-Pizjuán  | 28 de enero | 18:30      | 35 567       | Soto Grado             | 4          | 1          |            |
| Getafe C. F.          | 0 – 1      | Real Betis         | Coliseum Alfonso Pérez | 28 de enero | 21:00      | 11 851       | Cuadra Fernández       | 6          | 0          |            |
| Real Valladolid C. F. | 1 – 0      | Valencia C. F.     | José Zorrilla          | 29 de enero | 14:00      | 19 675       | Figueroa Vázquez       | 4          | 0          |            |
| C. A. Osasuna         | 0 – 1      | Atlético de Madrid | El Sadar               | 29 de enero | 16:15      | 20 902       | Alberola Rojas         | 1          | 0          |            |
| R. C. Celta de Vigo   | 1 – 0      | Athletic Club      | Abanca-Balaídos        | 29 de enero | 18:30      | 14 754       | Díaz de Mera Escuderos | 4          | 0          |            |
| Real Madrid C. F.     | 0 – 0      | Real Sociedad      | Santiago Bernabéu      | 29 de enero | 21:00      | 58 123       | Melero López           | 5          | 0          |            |
| Villarreal C. F.      | 0 – 1      | Rayo Vallecano     | La Cerámica            | 30 de enero | 21:00      | 13 789       | Pulido Santana         | 5          | 0          |            |

| Jornada 20         | Jornada 20 | Jornada 20            | Jornada 20                | Jornada 20   | Jornada 20 | Jornada 20   | Jornada 20          | Jornada 20 | Jornada 20 | Jornada 20 |
| Local              | Resultado  | Visitante             | Estadio                   | Fecha        | Hora       | Espectadores | Árbitro             | Amonestado | Expulsado  |            |
| ------------------ | ---------- | --------------------- | ------------------------- | ------------ | ---------- | ------------ | ------------------- | ---------- | ---------- | ---------- |
| Athletic Club      | 4 – 1      | Cádiz C. F.           | San Mamés                 | 3 de febrero | 21:00      | 42 916       | Pizarro Gómez       | 1          | 1          |            |
| R. C. D. Espanyol  | 1 – 1      | C. A. Osasuna         | RCDE Stadium              | 4 de febrero | 14:00      | 22 438       | Gil Manzano         | 4          | 2          |            |
| Elche C. F.        | 3 – 1      | Villarreal C. F.      | Martínez Valero           | 4 de febrero | 16:15      | 18 421       | Munuera Montero     | 6          | 0          |            |
| Atlético de Madrid | 1 – 1      | Getafe C. F.          | Cívitas Metropolitano     | 4 de febrero | 18:30      | 56 079       | Mateu Lahoz         | 8          | 0          |            |
| Real Betis         | 3 – 4      | R. C. Celta de Vigo   | Benito Villamarín         | 4 de febrero | 21:00      | 46 595       | Del Cerro Grande    | 6          | 1          |            |
| R. C. D. Mallorca  | 1 – 0      | Real Madrid C. F.     | Estadio Mallorca Son Moix | 5 de febrero | 14:00      | 18 258       | Hernández Hernández | 10         | 0          |            |
| Girona F. C.       | 1 – 0      | Valencia C. F.        | Montilivi                 | 5 de febrero | 16:15      | 10 732       | Iglesias Villanueva | 5          | 0          |            |
| Real Sociedad      | 0 – 1      | Real Valladolid C. F. | Reale Arena               | 5 de febrero | 18:30      | 32 214       | González Fuertes    | 9          | 0          |            |
| F. C. Barcelona    | 3 – 0      | Sevilla F. C.         | Spotify Camp Nou          | 5 de febrero | 21:00      | 77 987       | Sánchez Martínez    | 2          | 0          |            |
| Rayo Vallecano     | 2 – 0      | U. D. Almería         | Vallecas                  | 6 de febrero | 21:00      | 11 783       | Soto Grado          | 6          | 0          |            |

| Jornada 21            | Jornada 21 | Jornada 21         | Jornada 21             | Jornada 21    | Jornada 21 | Jornada 21   | Jornada 21             | Jornada 21 | Jornada 21 | Jornada 21 |
| Local                 | Resultado  | Visitante          | Estadio                | Fecha         | Hora       | Espectadores | Árbitro                | Amonestado | Expulsado  |            |
| --------------------- | ---------- | ------------------ | ---------------------- | ------------- | ---------- | ------------ | ---------------------- | ---------- | ---------- | ---------- |
| Cádiz C. F.           | 2 – 0      | Girona F. C.       | Nuevo Mirandilla       | 10 de febrero | 21:00      | 14 931       | Pulido Santana         | 8          | 0          |            |
| U. D. Almería         | 2 – 3      | Real Betis         | Power Horse Stadium    | 11 de febrero | 16:15      | 14 310       | Alberola Rojas         | 5          | 0          |            |
| Sevilla F. C.         | 2 – 0      | R. C. D. Mallorca  | Ramón Sánchez-Pizjuán  | 11 de febrero | 18:30      | 35 203       | Iglesias Villanueva    | 6          | 0          |            |
| Valencia C. F.        | 1 – 2      | Athletic Club      | Mestalla               | 11 de febrero | 21:00      | 36 688       | Soto Grado             | 4          | 0          |            |
| Getafe C. F.          | 1 – 1      | Rayo Vallecano     | Coliseum Alfonso Pérez | 12 de febrero | 14:00      | 11 812       | Díaz de Mera Escuderos | 6          | 1          |            |
| R. C. Celta de Vigo   | 0 – 1      | Atlético de Madrid | Abanca-Balaídos        | 12 de febrero | 16:15      | 15 842       | Figueroa Vázquez       | 4          | 1          |            |
| Real Valladolid C. F. | 0 – 0      | C. A. Osasuna      | José Zorrilla          | 12 de febrero | 18:30      | 21 044       | Cuadra Fernández       | 4          | 0          |            |
| Villarreal C. F.      | 0 – 1      | F. C. Barcelona    | La Cerámica            | 12 de febrero | 21:00      | 21 078       | Hernández Hernández    | 8          | 0          |            |
| R. C. D. Espanyol     | 2 – 3      | Real Sociedad      | RCDE Stadium           | 13 de febrero | 21:00      | 15 732       | Muñiz Ruiz             | 3          | 1          |            |
| Real Madrid C. F.     | 4 – 0      | Elche C. F.        | Santiago Bernabéu      | 15 de febrero | 21:00      | 44 319       | De Burgos Bengoetxea   | 4          | 0          |            |

| Jornada 22         | Jornada 22 | Jornada 22            | Jornada 22                | Jornada 22    | Jornada 22 | Jornada 22   | Jornada 22       | Jornada 22 | Jornada 22 | Jornada 22 |
| Local              | Resultado  | Visitante             | Estadio                   | Fecha         | Hora       | Espectadores | Árbitro          | Amonestado | Expulsado  |            |
| ------------------ | ---------- | --------------------- | ------------------------- | ------------- | ---------- | ------------ | ---------------- | ---------- | ---------- | ---------- |
| Girona F. C.       | 6 – 2      | U. D. Almería         | Montilivi                 | 17 de febrero | 21:00      | 8 879        | Pizarro Gómez    | 2          | 0          |            |
| Real Sociedad      | 1 – 1      | R. C. Celta de Vigo   | Reale Arena               | 18 de febrero | 14:00      | 29 312       | Ortiz Arias      | 6          | 1          |            |
| Real Betis         | 2 – 1      | Real Valladolid C. F. | Benito Villamarín         | 18 de febrero | 16:15      | 51 396       | Mateu Lahoz      | 8          | 0          |            |
| R. C. D. Mallorca  | 4 – 2      | Villarreal C. F.      | Estadio Mallorca Son Moix | 18 de febrero | 18:30      | 13 957       | Sánchez Martínez | 5          | 1          |            |
| C. A. Osasuna      | 0 – 2      | Real Madrid C. F.     | El Sadar                  | 18 de febrero | 21:00      | 21 668       | Munuera Montero  | 5          | 0          |            |
| Elche C. F.        | 0 – 1      | R. C. D. Espanyol     | Martínez Valero           | 19 de febrero | 14:00      | 18 963       | Del Cerro Grande | 3          | 1          |            |
| Rayo Vallecano     | 1 – 1      | Sevilla F. C.         | Vallecas                  | 19 de febrero | 16:15      | 13 294       | Gil Manzano      | 5          | 0          |            |
| Atlético de Madrid | 1 – 0      | Athletic Club         | Cívitas Metropolitano     | 19 de febrero | 18:30      | 61 617       | Martínez Munuera | 5          | 0          |            |
| F. C. Barcelona    | 2 – 0      | Cádiz C. F.           | Spotify Camp Nou          | 19 de febrero | 21:00      | 72 010       | González Fuertes | 5          | 0          |            |
| Getafe C. F.       | 1 – 0      | Valencia C. F.        | Coliseum Alfonso Pérez    | 20 de febrero | 21:00      | 10 112       | Melero López     | 7          | 0          |            |

| Jornada 23          | Jornada 23 | Jornada 23            | Jornada 23            | Jornada 23    | Jornada 23 | Jornada 23   | Jornada 23             | Jornada 23 | Jornada 23 | Jornada 23 |
| Local               | Resultado  | Visitante             | Estadio               | Fecha         | Hora       | Espectadores | Árbitro                | Amonestado | Expulsado  |            |
| ------------------- | ---------- | --------------------- | --------------------- | ------------- | ---------- | ------------ | ---------------------- | ---------- | ---------- | ---------- |
| Elche C. F.         | 2 – 3      | Real Betis            | Martínez Valero       | 24 de febrero | 21:00      | 20 643       | Iglesias Villanueva    | 6          | 2          |            |
| R. C. D. Espanyol   | 2 – 1      | R. C. D. Mallorca     | RCDE Stadium          | 25 de febrero | 14:00      | 21 403       | Alberola Rojas         | 5          | 0          |            |
| Cádiz C. F.         | 1 – 0      | Rayo Vallecano        | Nuevo Mirandilla      | 25 de febrero | 16:15      | 16 703       | Muñiz Ruiz             | 7          | 0          |            |
| Real Madrid C. F.   | 1 – 1      | Atlético de Madrid    | Santiago Bernabéu     | 25 de febrero | 18:30      | 64 721       | Gil Manzano            | 6          | 1          |            |
| Valencia C. F.      | 1 – 0      | Real Sociedad         | Mestalla              | 25 de febrero | 21:00      | 37 465       | Hernández Hernández    | 9          | 0          |            |
| Athletic Club       | 2 – 3      | Girona F. C.          | San Mamés             | 26 de febrero | 14:00      | 42 816       | Díaz de Mera Escuderos | 11         | 0          |            |
| R. C. Celta de Vigo | 3 – 0      | Real Valladolid C. F. | Abanca-Balaídos       | 26 de febrero | 16:15      | 14 755       | De Burgos Bengoetxea   | 4          | 1          |            |
| U. D. Almería       | 1 – 0      | F. C. Barcelona       | Power Horse Stadium   | 26 de febrero | 18:30      | 15 729       | Ortiz Arias            | 7          | 0          |            |
| Sevilla F. C.       | 2 – 3      | C. A. Osasuna         | Ramón Sánchez-Pizjuán | 26 de febrero | 21:00      | 34 538       | Pulido Santana         | 7          | 1          |            |
| Villarreal C. F.    | 2 – 1      | Getafe C. F.          | La Cerámica           | 27 de febrero | 21:00      | 13 090       | Figueroa Vázquez       | 1          | 0          |            |

| Jornada 24            | Jornada 24 | Jornada 24          | Jornada 24                | Jornada 24 | Jornada 24 | Jornada 24   | Jornada 24       | Jornada 24 | Jornada 24 | Jornada 24 |
| Local                 | Resultado  | Visitante           | Estadio                   | Fecha      | Hora       | Espectadores | Árbitro          | Amonestado | Expulsado  |            |
| --------------------- | ---------- | ------------------- | ------------------------- | ---------- | ---------- | ------------ | ---------------- | ---------- | ---------- | ---------- |
| Real Sociedad         | 0 – 0      | Cádiz C. F.         | Reale Arena               | 3 de marzo | 21:00      | 28 733       | Mateu Lahoz      | 1          | 0          |            |
| Getafe C. F.          | 3 – 2      | Girona F. C.        | Coliseum Alfonso Pérez    | 4 de marzo | 14:00      | 9 802        | Martínez Munuera | 9          | 0          |            |
| U. D. Almería         | 0 – 2      | Villarreal C. F.    | Power Horse Stadium       | 4 de marzo | 16:15      | 13 311       | González Fuertes | 7          | 0          |            |
| R. C. D. Mallorca     | 0 – 1      | Elche C. F.         | Estadio Mallorca Son Moix | 4 de marzo | 18:30      | 14 065       | Munuera Montero  | 6          | 0          |            |
| Atlético de Madrid    | 6 – 1      | Sevilla F. C.       | Cívitas Metropolitano     | 4 de marzo | 21:00      | 57 737       | Cuadra Fernández | 3          | 1          |            |
| Real Valladolid C. F. | 2 – 1      | R. C. D. Espanyol   | José Zorrilla             | 5 de marzo | 14:00      | 19 212       | Pizarro Gómez    | 5          | 0          |            |
| F. C. Barcelona       | 1 – 0      | Valencia F. C.      | Spotify Camp Nou          | 5 de marzo | 16:15      | 89 644       | Alberola Rojas   | 0          | 1          |            |
| Rayo Vallecano        | 0 – 0      | Athletic Club       | Vallecas                  | 5 de marzo | 18:30      | 12 979       | Melero López     | 1          | 1          |            |
| Real Betis            | 0 – 0      | Real Madrid C. F.   | Benito Villamarín         | 5 de marzo | 21:00      | 52 212       | Soto Grado       | 7          | 0          |            |
| C. A. Osasuna         | 0 – 0      | R. C. Celta de Vigo | El Sadar                  | 6 de marzo | 21:00      | 17 684       | Sánchez Martínez | 2          | 0          |            |

| Jornada 25          | Jornada 25 | Jornada 25            | Jornada 25                | Jornada 25  | Jornada 25 | Jornada 25   | Jornada 25             | Jornada 25 | Jornada 25 | Jornada 25 |
| Local               | Resultado  | Visitante             | Estadio                   | Fecha       | Hora       | Espectadores | Árbitro                | Amonestado | Expulsado  |            |
| ------------------- | ---------- | --------------------- | ------------------------- | ----------- | ---------- | ------------ | ---------------------- | ---------- | ---------- | ---------- |
| Cádiz C. F.         | 2 – 2      | Getafe C. F.          | Nuevo Mirandilla          | 10 de marzo | 21:00      | 18 414       | Hernández Hernández    | 7          | 2          |            |
| Real Madrid C. F.   | 3 – 1      | R. C. D. Espanyol     | Santiago Bernabéu         | 11 de marzo | 14:00      | 59 872       | Figueroa Vázquez       | 5          | 0          |            |
| Elche C. F.         | 1 – 1      | Real Valladolid C. F. | Martínez Valero           | 11 de marzo | 16:15      | 18 972       | Díaz de Mera Escuderos | 6          | 2          |            |
| R. C. Celta de Vigo | 3 – 0      | Rayo Vallecano        | Abanca-Balaídos           | 11 de marzo | 18:30      | 14 451       | Pulido Santana         | 5          | 0          |            |
| Valencia C. F.      | 1 – 0      | C. A. Osasuna         | Mestalla                  | 11 de marzo | 21:00      | 37 762       | Iglesias Villanueva    | 7          | 0          |            |
| R. C. D. Mallorca   | 1 – 1      | Real Sociedad         | Estadio Mallorca Son Moix | 12 de marzo | 14:00      | 13 840       | Martínez Munuera       | 4          | 1          |            |
| Sevilla F. C.       | 2 – 1      | U. D. Almería         | Ramón Sánchez-Pizjuán     | 12 de marzo | 16:15      | 37 848       | De Burgos Bengoetxea   | 9          | 0          |            |
| Villarreal C. F.    | 1 – 1      | Real Betis            | La Cerámica               | 12 de marzo | 18:30      | 19 174       | Ortiz Arias            | 5          | 0          |            |
| Athletic Club       | 0 – 1      | F. C. Barcelona       | San Mamés                 | 12 de marzo | 21:00      | 49 741       | Gil Manzano            | 3          | 0          |            |
| Girona F. C.        | 0 – 1      | Atlético de Madrid    | Montilivi                 | 13 de marzo | 21:00      | 12 499       | Melero López           | 5          | 0          |            |

| Jornada 26            | Jornada 26 | Jornada 26          | Jornada 26             | Jornada 26  | Jornada 26 | Jornada 26   | Jornada 26           | Jornada 26 | Jornada 26 | Jornada 26 |
| Local                 | Resultado  | Visitante           | Estadio                | Fecha       | Hora       | Espectadores | Árbitro              | Amonestado | Expulsado  |            |
| --------------------- | ---------- | ------------------- | ---------------------- | ----------- | ---------- | ------------ | -------------------- | ---------- | ---------- | ---------- |
| Real Valladolid C. F. | 1 – 3      | Athletic Club       | José Zorrilla          | 17 de marzo | 21:00      | 21 707       | Alberola Rojas       | 4          | 0          |            |
| U. D. Almería         | 1 – 1      | Cádiz C. F.         | Power Horse Stadium    | 18 de marzo | 14:00      | 12 183       | Del Cerro Grande     | 5          | 0          |            |
| Rayo Vallecano        | 2 – 2      | Girona F. C.        | Vallecas               | 18 de marzo | 16:15      | 12 263       | González Fuentes     | 4          | 0          |            |
| R. C. D. Espanyol     | 1 – 3      | R. C. Celta de Vigo | RCDE Stadium           | 18 de marzo | 18:30      | 26 231       | Cuadra Fernández     | 4          | 0          |            |
| Atlético de Madrid    | 3 – 0      | Valencia C. F.      | Cívitas Metropolitano  | 18 de marzo | 21:00      | 58 317       | Munuera Montero      | 2          | 0          |            |
| Real Betis            | 1 – 0      | R. C. D. Mallorca   | Benito Villamarín      | 19 de marzo | 14:00      | 50 402       | Pizarro Gómez        | 3          | 0          |            |
| C. A. Osasuna         | 0 – 3      | Villarreal C. F.    | El Sadar               | 19 de marzo | 16:15      | 20 128       | Muñiz Ruiz           | 5          | 0          |            |
| Real Sociedad         | 2 – 0      | Elche C. F.         | Reale Arena            | 19 de marzo | 16:15      | 28 496       | Sánchez Martínez     | 3          | 0          |            |
| Getafe C. F.          | 2 – 0      | Sevilla F. C.       | Coliseum Alfonso Pérez | 19 de marzo | 18:30      | 12 253       | Mateu Lahoz          | 6          | 0          |            |
| F. C. Barcelona       | 2 – 1      | Real Madrid C. F.   | Spotify Camp Nou       | 19 de marzo | 21:00      | 95 745       | De Burgos Bengoetxea | 7          | 0          |            |

| Jornada 27          | Jornada 27 | Jornada 27            | Jornada 27                | Jornada 27  | Jornada 27 | Jornada 27   | Jornada 27             | Jornada 27 | Jornada 27 | Jornada 27 |
| Local               | Resultado  | Visitante             | Estadio                   | Fecha       | Hora       | Espectadores | Árbitro                | Amonestado | Expulsado  |            |
| ------------------- | ---------- | --------------------- | ------------------------- | ----------- | ---------- | ------------ | ---------------------- | ---------- | ---------- | ---------- |
| R. C. D. Mallorca   | 0 – 0      | C. A. Osasuna         | Estadio Mallorca Son Moix | 31 de marzo | 21:00      | 14 312       | Díaz de Mera Escuderos | 10         | 1          |            |
| Girona F. C.        | 2 – 1      | R. C. D. Espanyol     | Montilivi                 | 1 de abril  | 14:00      | 12 841       | Ortiz Arias            | 6          | 2          |            |
| Athletic Club       | 0 – 0      | Getafe C. F.          | San Mamés                 | 1 de abril  | 16:15      | 43 782       | Iglesias Villanueva    | 0          | 0          |            |
| Cádiz C. F.         | 0 – 2      | Sevilla F. C.         | Nuevo Mirandilla          | 1 de abril  | 18:30      | 19 181       | Soto Grado             | 7          | 0          |            |
| Elche C. F.         | 0 – 4      | F. C. Barcelona       | Martínez Valero           | 1 de abril  | 21:00      | 28 142       | Del Cerro Grande       | 3          | 0          |            |
| R. C. Celta de Vigo | 2 – 2      | U. D. Almería         | Abanca-Balaídos           | 2 de abril  | 14:00      | 14 011       | Hernández Hernández    | 8          | 0          |            |
| Real Madrid C. F.   | 6 – 0      | Real Valladolid C. F. | Santiago Bernabéu         | 2 de abril  | 16:15      | 59 400       | Pulido Santana         | 1          | 0          |            |
| Villarreal C. F.    | 2 – 0      | Real Sociedad         | La Cerámica               | 2 de abril  | 18:30      | 18 768       | Gil Manzano            | 6          | 1          |            |
| Atlético de Madrid  | 1 – 0      | Real Betis            | Cívitas Metropolitano     | 2 de abril  | 21:00      | 61 623       | Martínez Munuera       | 3          | 0          |            |
| Valencia C. F.      | 1 – 1      | Rayo Vallecano        | Mestalla                  | 3 de abril  | 21:00      | 39 769       | Figueroa Vázquez       | 5          | 0          |            |

| Jornada 28            | Jornada 28 | Jornada 28          | Jornada 28            | Jornada 28  | Jornada 28 | Jornada 28   | Jornada 28           | Jornada 28 | Jornada 28 | Jornada 28 |
| Local                 | Resultado  | Visitante           | Estadio               | Fecha       | Hora       | Espectadores | Árbitro              | Amonestado | Expulsado  |            |
| --------------------- | ---------- | ------------------- | --------------------- | ----------- | ---------- | ------------ | -------------------- | ---------- | ---------- | ---------- |
| Sevilla F. C.         | 2 – 2      | R. C. Celta de Vigo | Ramón Sánchez-Pizjuán | 7 de abril  | 21:00      | 30 778       | Pizarro Gómez        | 6          | 2          |            |
| C. A. Osasuna         | 2 – 1      | Elche C. F.         | El Sadar              | 8 de abril  | 14:00      | 16 925       | González Fuertes     | 4          | 0          |            |
| R. C. D. Espanyol     | 1 – 2      | Athletic Club       | RCDE Stadium          | 8 de abril  | 16:15      | 24 903       | Munuera Montero      | 8          | 1          |            |
| Real Sociedad         | 2 – 0      | Getafe C. F.        | Reale Arena           | 8 de abril  | 18:30      | 27 606       | Melero López         | 3          | 0          |            |
| Real Madrid C. F.     | 2 – 3      | Villarreal C. F.    | Santiago Bernabéu     | 8 de abril  | 21:00      | 57 887       | Alberola Rojas       | 3          | 0          |            |
| Real Valladolid C. F. | 3 – 3      | R. C. D. Mallorca   | José Zorrilla         | 9 de abril  | 14:00      | 18 010       | Muñiz Ruiz           | 8          | 0          |            |
| Real Betis            | 0 – 2      | Cádiz C. F.         | Benito Villamarín     | 9 de abril  | 16:15      | 51 555       | Cuadra Fernández     | 6          | 2          |            |
| U. D. Almería         | 2 – 1      | Valencia C. F.      | Power Horse Stadium   | 9 de abril  | 18:30      | 14 039       | Sánchez Martínez     | 5          | 0          |            |
| Rayo Vallecano        | 1 – 2      | Atlético de Madrid  | Vallecas              | 9 de abril  | 21:00      | 13 512       | De Burgos Bengoetxea | 0          | 1          |            |
| F. C. Barcelona       | 0 – 0      | Girona F. C.        | Spotify Camp Nou      | 10 de abril | 21:00      | 78 425       | Mateu Lahoz          | 2          | 0          |            |

| Jornada 29          | Jornada 29 | Jornada 29            | Jornada 29             | Jornada 29  | Jornada 29 | Jornada 29   | Jornada 29             | Jornada 29 | Jornada 29 | Jornada 29 |
| Local               | Resultado  | Visitante             | Estadio                | Fecha       | Hora       | Espectadores | Árbitro                | Amonestado | Expulsado  |            |
| ------------------- | ---------- | --------------------- | ---------------------- | ----------- | ---------- | ------------ | ---------------------- | ---------- | ---------- | ---------- |
| Rayo Vallecano      | 2 – 1      | C. A. Osasuna         | Vallecas               | 14 de abril | 21:00      | 17 726       | Munuera Montero        | 5          | 0          |            |
| Villarreal C. F.    | 1 – 2      | Real Valladolid C. F. | La Cerámica            | 15 de abril | 14:00      | 14 876       | Iglesias Villanueva    | 7          | 0          |            |
| Athletic Club       | 2 – 0      | Real Sociedad         | San Mamés              | 15 de abril | 16:15      | 49 287       | Soto Grado             | 7          | 0          |            |
| Real Betis          | 3 – 1      | R. C. D. Espanyol     | Benito Villamarín      | 15 de abril | 18:30      | 45 313       | Hernández Hernández    | 4          | 0          |            |
| Cádiz C. F.         | 0 – 2      | Real Madrid C. F.     | Nuevo Mirandilla       | 15 de abril | 21:00      | 19 833       | Gil Manzano            | 1          | 0          |            |
| Girona F. C.        | 2 – 0      | Elche C. F.           | Montilivi              | 16 de abril | 14:00      | 11 114       | Figueroa Vázquez       | 6          | 1          |            |
| Getafe C. F.        | 0 – 0      | F. C. Barcelona       | Coliseum Alfonso Pérez | 16 de abril | 16:15      | 14 854       | Pulido Santana         | 3          | 0          |            |
| Atlético de Madrid  | 2 – 1      | U. D. Almería         | Cívitas Metropolitano  | 16 de abril | 18:30      | 59 204       | Díaz de Mera Escuderos | 6          | 0          |            |
| Valencia C. F.      | 0 – 2      | Sevilla F. C.         | Mestalla               | 16 de abril | 21:00      | 39 654       | Del Cerro Grande       | 5          | 1          |            |
| R. C. Celta de Vigo | 0 – 1      | R. C. D. Mallorca     | Abanca-Balaídos        | 17 de abril | 21:00      | 13 557       | Ortiz Arias            | 1          | 1          |            |

| Jornada 30            | Jornada 30 | Jornada 30          | Jornada 30                | Jornada 30  | Jornada 30 | Jornada 30   | Jornada 30           | Jornada 30 | Jornada 30 | Jornada 30 |
| Local                 | Resultado  | Visitante           | Estadio                   | Fecha       | Hora       | Espectadores | Árbitro              | Amonestado | Expulsado  |            |
| --------------------- | ---------- | ------------------- | ------------------------- | ----------- | ---------- | ------------ | -------------------- | ---------- | ---------- | ---------- |
| R. C. D. Espanyol     | 0 – 0      | Cádiz C. F.         | RCDE Stadium              | 21 de abril | 21:00      | 28 512       | Martínez Munuera     | 6          | 0          |            |
| C. A. Osasuna         | 3 – 2      | Real Betis          | El Sadar                  | 22 de abril | 14:00      | 19 723       | Alberola Rojas       | 2          | 0          |            |
| U. D. Almería         | 1 – 2      | Athletic Club       | Power Horse Stadium       | 22 de abril | 16:15      | 13 271       | Pizarro Gómez        | 6          | 0          |            |
| Real Sociedad         | 2 – 1      | Rayo Vallecano      | Reale Arena               | 22 de abril | 18:30      | 32 054       | Muñiz Ruiz           | 3          | 0          |            |
| Real Valladolid C. F. | 1 – 0      | Girona F. C.        | José Zorrilla             | 22 de abril | 18:30      | 21 033       | Melero López         | 2          | 0          |            |
| Real Madrid C. F.     | 2 – 0      | R. C. Celta de Vigo | Santiago Bernabéu         | 22 de abril | 21:00      | 60 386       | Mateu Lahoz          | 3          | 0          |            |
| Elche C. F.           | 0 – 2      | Valencia C. F.      | Martínez Valero           | 23 de abril | 14:00      | 22 129       | Cuadra Fernández     | 4          | 0          |            |
| F. C. Barcelona       | 1 – 0      | Atlético de Madrid  | Spotify Camp Nou          | 23 de abril | 16:15      | 80 965       | Sánchez Martínez     | 12         | 0          |            |
| R. C. D. Mallorca     | 3 – 1      | Getafe C. F.        | Estadio Mallorca Son Moix | 23 de abril | 18:30      | 15 687       | González Fuertes     | 5          | 0          |            |
| Sevilla F. C.         | 2 – 1      | Villarreal C. F.    | Ramón Sánchez-Pizjuán     | 23 de abril | 21:00      | 29 635       | De Burgos Bengoetxea | 3          | 0          |            |

| Jornada 31          | Jornada 31 | Jornada 31            | Jornada 31             | Jornada 31  | Jornada 31 | Jornada 31   | Jornada 31             | Jornada 31 | Jornada 31 | Jornada 31 |
| Local               | Resultado  | Visitante             | Estadio                | Fecha       | Hora       | Espectadores | Árbitro                | Amonestado | Expulsado  |            |
| ------------------- | ---------- | --------------------- | ---------------------- | ----------- | ---------- | ------------ | ---------------------- | ---------- | ---------- | ---------- |
| Cádiz C. F.         | 0 – 1      | C. A. Osasuna         | Nuevo Mirandilla       | 25 de abril | 19:30      | 18 008       | Del Cerro Grande       | 1          | 1          |            |
| Girona F. C.        | 4 – 2      | Real Madrid C. F.     | Montilivi              | 25 de abril | 19:30      | 13 306       | Iglesias Villanueva    | 3          | 0          |            |
| Real Betis          | 0 – 0      | Real Sociedad         | Benito Villamarín      | 25 de abril | 22:00      | 42 294       | Martínez Munuera       | 4          | 0          |            |
| Atlético de Madrid  | 3 – 1      | R. C. D. Mallorca     | Cívitas Metropolitano  | 26 de abril | 19:30      | 58 523       | Pulido Santana         | 0          | 0          |            |
| Getafe C. F.        | 1 – 2      | U. D. Almería         | Coliseum Alfonso Pérez | 26 de abril | 19:30      | 10 260       | Alberola Rojas         | 4          | 0          |            |
| R. C. Celta de Vigo | 1 – 0      | Elche C. F.           | Abanca-Balaídos        | 26 de abril | 22:00      | 11 649       | Díaz de Mera Escuderos | 0          | 0          |            |
| Rayo Vallecano      | 2 – 1      | F. C. Barcelona       | Vallecas               | 26 de abril | 22:00      | 13 657       | Gil Manzano            | 5          | 0          |            |
| Valencia C. F.      | 2 – 1      | Real Valladolid C. F. | Mestalla               | 27 de abril | 19:30      | 42 023       | Munuera Montero        | 4          | 0          |            |
| Villarreal C. F.    | 4 – 2      | R. C. D. Espanyol     | La Cerámica            | 27 de abril | 19:30      | 16 134       | Soto Grado             | 6          | 1          |            |
| Athletic Club       | 0 – 1      | Sevilla F. C.         | San Mamés              | 27 de abril | 22:00      | 42 716       | Hernández Hernández    | 6          | 0          |            |

| Jornada 32            | Jornada 32 | Jornada 32          | Jornada 32                | Jornada 32  | Jornada 32 | Jornada 32   | Jornada 32           | Jornada 32 | Jornada 32 | Jornada 32 |
| Local                 | Resultado  | Visitante           | Estadio                   | Fecha       | Hora       | Espectadores | Árbitro              | Amonestado | Expulsado  |            |
| --------------------- | ---------- | ------------------- | ------------------------- | ----------- | ---------- | ------------ | -------------------- | ---------- | ---------- | ---------- |
| C. A. Osasuna         | 0 – 2      | Real Sociedad       | El Sadar                  | 28 de abril | 21:00      | 21 570       | Pizarro Gómez        | 4          | 0          |            |
| Elche C. F.           | 4 – 0      | Rayo Vallecano      | Martínez Valero           | 29 de abril | 16:15      | 11 259       | Melero López         | 3          | 1          |            |
| Real Madrid C. F.     | 4 – 2      | U. D. Almería       | Santiago Bernabéu         | 29 de abril | 18:30      | 58 036       | Cuadra Fernández     | 4          | 0          |            |
| F. C. Barcelona       | 4 – 0      | Real Betis          | Spotify Camp Nou          | 29 de abril | 21:00      | 88 530       | Del Cerro Grande     | 0          | 1          |            |
| Cádiz C. F.           | 2 – 1      | Valencia C. F.      | Nuevo Mirandilla          | 30 de abril | 14:00      | 18 650       | De Burgos Bengoetxea | 8          | 0          |            |
| Villarreal C. F.      | 3 – 1      | R. C. Celta de Vigo | La Cerámica               | 30 de abril | 16:15      | 16 123       | González Fuertes     | 5          | 0          |            |
| R. C. D. Espanyol     | 1 – 0      | Getafe F. C.        | RCDE Stadium              | 30 de abril | 18:30      | 26 953       | Sánchez Martínez     | 9          | 0          |            |
| Real Valladolid C. F. | 2 – 5      | Atlético de Madrid  | José Zorrilla             | 30 de abril | 21:00      | 23 321       | Mateu Lahoz          | 3          | 0          |            |
| R. C. D. Mallorca     | 1 – 1      | Athletic Club       | Estadio Mallorca Son Moix | 1 de mayo   | 19:00      | 16 807       | Figueroa Vázquez     | 6          | 1          |            |
| Sevilla F. C.         | 0 – 2      | Girona F. C.        | Ramón Sánchez-Pizjuán     | 1 de mayo   | 21:00      | 35 560       | Muñiz Ruiz           | 3          | 0          |            |

| Jornada 33         | Jornada 33 | Jornada 33            | Jornada 33             | Jornada 33 | Jornada 33 | Jornada 33   | Jornada 33             | Jornada 33 | Jornada 33 | Jornada 33 |
| Local              | Resultado  | Visitante             | Estadio                | Fecha      | Hora       | Espectadores | Árbitro                | Amonestado | Expulsado  |            |
| ------------------ | ---------- | --------------------- | ---------------------- | ---------- | ---------- | ------------ | ---------------------- | ---------- | ---------- | ---------- |
| F. C. Barcelona    | 1 – 0      | C. A. Osasuna         | Spotify Camp Nou       | 2 de mayo  | 19:30      | 76 061       | Iglesias Villanueva    | 0          | 1          |            |
| U. D. Almería      | 2 – 1      | Elche C. F.           | Power Horse Stadium    | 2 de mayo  | 19:30      | 13 352       | Hernández Hernández    | 4          | 0          |            |
| Real Sociedad      | 2 – 0      | Real Madrid C. F.     | Reale Arena            | 2 de mayo  | 22:00      | 35 314       | Pulido Santana         | 4          | 1          |            |
| Valencia C. F.     | 1 – 1      | Villarreal C. F.      | Mestalla               | 3 de mayo  | 19:30      | 43 634       | Gil Manzano            | 6          | 0          |            |
| Atlético de Madrid | 5 – 1      | Cádiz C. F.           | Cívitas Metropolitano  | 3 de mayo  | 22:00      | 42 023       | Soto Grado             | 5          | 0          |            |
| Getafe C. F.       | 1 – 0      | R. C. Celta de Vigo   | Coliseum Alfonso Pérez | 3 de mayo  | 22:00      | 11 022       | Melero López           | 10         | 1          |            |
| Girona F. C.       | 2 – 1      | R. C. D. Mallorca     | Montilivi              | 4 de mayo  | 19:30      | 11 767       | Martínez Munuera       | 4          | 0          |            |
| Sevilla F. C.      | 3 – 2      | R. C. D. Espanyol     | Ramón Sánchez-Pizjuán  | 4 de mayo  | 19:30      | 35 391       | Alberola Rojas         | 3          | 0          |            |
| Athletic Club      | 0 – 1      | Real Betis            | San Mamés              | 4 de mayo  | 22:00      | 43 116       | Ortiz Arias            | 4          | 1          |            |
| Rayo Vallecano     | 2 – 1      | Real Valladolid C. F. | Vallecas               | 4 de mayo  | 22:00      | 11 171       | Díaz de Mera Escuderos | 0          | 0          |            |

| Jornada 34            | Jornada 34 | Jornada 34          | Jornada 34                | Jornada 34 | Jornada 34 | Jornada 34   | Jornada 34           | Jornada 34 | Jornada 34 | Jornada 34 |
| Local                 | Resultado  | Visitante           | Estadio                   | Fecha      | Hora       | Espectadores | Árbitro              | Amonestado | Expulsado  |            |
| --------------------- | ---------- | ------------------- | ------------------------- | ---------- | ---------- | ------------ | -------------------- | ---------- | ---------- | ---------- |
| R. C. D. Mallorca     | 1 – 0      | Cádiz C. F.         | Estadio Mallorca Son Moix | 12 de mayo | 21:00      | 15 377       | Sánchez Martínez     | 9          | 0          |            |
| Real Sociedad         | 2 – 2      | Girona F. C.        | Reale Arena               | 13 de mayo | 14:00      | 30 027       | Figueroa Vázquez     | 6          | 1          |            |
| C. A. Osasuna         | 3 – 1      | U. D. Almería       | El Sadar                  | 13 de mayo | 16:15      | 19 747       | Mateu Lahoz          | 0          | 0          |            |
| Villarreal C. F.      | 5 – 1      | Athletic Club       | La Cerámica               | 13 de mayo | 18:30      | 16 871       | Del Cerro Grande     | 7          | 0          |            |
| Real Madrid C. F.     | 1 – 0      | Getafe C. F.        | Santiago Bernabéu         | 13 de mayo | 21:00      | 52 201       | Martínez Munuera     | 5          | 0          |            |
| R. C. Celta de Vigo   | 1 – 2      | Valencia C. F.      | Abanca-Balaídos           | 14 de mayo | 14:00      | 14 517       | Soto Grado           | 6          | 1          |            |
| Elche C. F.           | 1 – 0      | Atlético de Madrid  | Martínez Valero           | 14 de mayo | 16:15      | 22 174       | Muñiz Ruiz           | 2          | 0          |            |
| Real Valladolid C. F. | 0 – 3      | Sevilla F. C.       | José Zorrilla             | 14 de mayo | 18:30      | 21 580       | Ortiz Arias          | 3          | 0          |            |
| R. C. D. Espanyol     | 2 – 4      | F. C. Barcelona (C) | RCDE Stadium              | 14 de mayo | 21:00      | 27 360       | De Burgos Bengoetxea | 4          | 0          |            |
| Real Betis            | 3 – 1      | Rayo Vallecano      | Benito Villamarín         | 15 de mayo | 21:00      | 48 143       | Pulido Santana       | 5          | 1          |            |

| Jornada 35         | Jornada 35 | Jornada 35            | Jornada 35             | Jornada 35 | Jornada 35 | Jornada 35   | Jornada 35           | Jornada 35 | Jornada 35 |
| Local              | Resultado  | Visitante             | Estadio                | Fecha      | Hora       | Espectadores | Árbitro              | Amonestado | Expulsado  |
| ------------------ | ---------- | --------------------- | ---------------------- | ---------- | ---------- | ------------ | -------------------- | ---------- | ---------- |
| Cádiz C. F.        | 2 – 0      | Real Valladolid C. F. | Nuevo Mirandilla       | 19 de mayo | 21:00      | 18 938       | Martínez Munuera     | 8          | 1          |
| Girona F. C.       | 1 – 2      | Villarreal C. F.      | Montilivi              | 20 de mayo | 14:00      | 11 649       | Pizarro Gómez        | 3          | 0          |
| Athletic Club      | 2 – 1      | R. C. Celta de Vigo   | San Mamés              | 20 de mayo | 16:15      | 40 759       | Melero López         | 5          | 0          |
| U. D. Almería      | 3 – 0      | R. C. D. Mallorca     | Power Horse Stadium    | 20 de mayo | 18:30      | 12 791       | Del Cerro Grande     | 3          | 0          |
| Getafe C. F.       | 1 – 1      | Elche C. F.           | Coliseum Alfonso Pérez | 20 de mayo | 18:30      | 13 927       | Iglesias Villanueva  | 4          | 0          |
| F. C. Barcelona    | 1 – 2      | Real Sociedad         | Spotify Camp Nou       | 20 de mayo | 21:00      | 88 049       | Alberola Rojas       | 8          | 0          |
| Rayo Vallecano     | 1 – 2      | R. C. D. Espanyol     | Vallecas               | 21 de mayo | 14:00      | 12 142       | Hernández Hernández  | 4          | 0          |
| Atlético de Madrid | 3 – 0      | C. A. Osasuna         | Cívitas Metropolitano  | 21 de mayo | 16:15      | 57 012       | González Fuertes     | 2          | 0          |
| Valencia C. F.     | 1 – 0      | Real Madrid C. F.     | Mestalla               | 21 de mayo | 18:30      | 46 002       | De Burgos Bengoetxea | 6          | 1          |
| Sevilla F. C.      | 0 – 0      | Real Betis            | Ramón Sánchez-Pizjuán  | 21 de mayo | 21:00      | 41 392       | Gil Manzano          | 4          | 1          |

| Jornada 36            | Jornada 36 | Jornada 36         | Jornada 36                | Jornada 36 | Jornada 36 | Jornada 36   | Jornada 36             | Jornada 36 | Jornada 36 | Jornada 36 |
| Local                 | Resultado  | Visitante          | Estadio                   | Fecha      | Hora       | Espectadores | Árbitro                | Amonestado | Expulsado  |            |
| --------------------- | ---------- | ------------------ | ------------------------- | ---------- | ---------- | ------------ | ---------------------- | ---------- | ---------- | ---------- |
| R. C. Celta de Vigo   | 1 – 1      | Girona F. C.       | Abanca-Balaídos           | 23 de mayo | 19:30      | 14 117       | Mateu Lahoz            | 0          | 0          |            |
| Real Sociedad         | 1 – 0      | U. D. Almería      | Reale Arena               | 23 de mayo | 19:30      | 31 574       | González Fuertes       | 1          | 1          |            |
| Real Valladolid C. F. | 3 – 1      | F. C. Barcelona    | José Zorrilla             | 23 de mayo | 22:00      | 22 341       | Soto Grado             | 2          | 0          |            |
| Elche C. F.           | 1 – 1      | Sevilla F. C.      | Martínez Valero           | 24 de mayo | 19:30      | 13 263       | Díaz de Mera Escuderos | 5          | 1          |            |
| Villarreal C. F.      | 2 – 0      | Cádiz C. F.        | La Cerámica               | 24 de mayo | 19:30      | 15 099       | Pulido Santana         | 3          | 0          |            |
| Real Madrid C. F.     | 2 – 1      | Rayo Vallecano     | Santiago Bernabéu         | 24 de mayo | 19:30      | 45 811       | Gil Manzano            | 4          | 0          |            |
| Real Betis            | 0 – 1      | Getafe C. F.       | Benito Villamarín         | 24 de mayo | 22:00      | 40 289       | De Burgos Bengoetxea   | 7          | 1          |            |
| R. C. D. Espanyol     | 3 – 3      | Atlético de Madrid | RCDE Stadium              | 24 de mayo | 22:00      | 25 822       | Melero López           | 5          | 0          |            |
| R. C. D. Mallorca     | 1 – 0      | Valencia C. F.     | Estadio Mallorca Son Moix | 25 de mayo | 19:30      | 14 631       | Hernández Hernández    | 6          | 0          |            |
| C. A. Osasuna         | 2 – 0      | Athletic Club      | El Sadar                  | 25 de mayo | 21:30      | 19 830       | Muñiz Ruiz             | 6          | 0          |            |

| Jornada 37         | Jornada 37 | Jornada 37            | Jornada 37             | Jornada 37 | Jornada 37 | Jornada 37   | Jornada 37             | Jornada 37 | Jornada 37 | Jornada 37 |
| Local              | Resultado  | Visitante             | Estadio                | Fecha      | Hora       | Espectadores | Árbitro                | Amonestado | Expulsado  |            |
| ------------------ | ---------- | --------------------- | ---------------------- | ---------- | ---------- | ------------ | ---------------------- | ---------- | ---------- | ---------- |
| Sevilla F. C.      | 1 – 2      | Real Madrid C. F.     | Ramón Sánchez-Pizjuán  | 27 de mayo | 19:00      | 29 856       | Soto Grado             | 6          | 1          |            |
| Athletic Club      | 0 – 1      | Elche C. F.           | San Mamés              | 28 de mayo | 19:00      | 37 807       | Pizarro Gómez          | 2          | 0          |            |
| Atlético de Madrid | 2 – 1      | Real Sociedad         | Cívitas Metropolitano  | 28 de mayo | 19:00      | 56 169       | Pulido Santana         | 4          | 0          |            |
| F. C. Barcelona    | 3 – 0      | R. C. D. Mallorca     | Spotify Camp Nou       | 28 de mayo | 19:00      | 88 775       | Figueroa Vázquez       | 0          | 1          |            |
| Getafe C. F.       | 2 – 1      | C. A. Osasuna         | Coliseum Alfonso Pérez | 28 de mayo | 19:00      | 13 510       | Mateu Lahoz            | 4          | 0          |            |
| Cádiz C. F.        | 1 – 0      | R. C. Celta de Vigo   | Nuevo Mirandilla       | 28 de mayo | 19:00      | 19 725       | Hernández Hernández    | 15         | 0          |            |
| Rayo Vallecano     | 2 – 1      | Villarreal C. F.      | Vallecas               | 28 de mayo | 19:00      | 11 085       | Iglesias Villanueva    | 8          | 0          |            |
| U. D. Almería      | 0 – 0      | Real Valladolid C. F. | Power Horse Stadium    | 28 de mayo | 19:00      | 14 608       | Alberola Rojas         | 4          | 0          |            |
| Girona F. C.       | 1 – 2      | Real Betis            | Montilivi              | 28 de mayo | 19:00      | 12 833       | Díaz de Mera Escuderos | 1          | 0          |            |
| Valencia C. F.     | 2 – 2      | R. C. D. Espanyol     | Mestalla               | 28 de mayo | 19:00      | 44 141       | Gil Manzano            | 3          | 0          |            |

| Jornada 38            | Jornada 38 | Jornada 38         | Jornada 38                | Jornada 38 | Jornada 38 | Jornada 38   | Jornada 38             | Jornada 38 | Jornada 38 |
| Local                 | Resultado  | Visitante          | Estadio                   | Fecha      | Hora       | Espectadores | Árbitro                | Amonestado | Expulsado  |
| --------------------- | ---------- | ------------------ | ------------------------- | ---------- | ---------- | ------------ | ---------------------- | ---------- | ---------- |
| R. C. D. Mallorca     | 3 – 0      | Rayo Vallecano     | Estadio Mallorca Son Moix | 4 de junio | 18:30      | 14 521       | Mateu Lahoz            | 0          | 0          |
| Real Sociedad         | 2 – 1      | Sevilla F. C.      | Reale Arena               | 4 de junio | 18:30      | 35 065       | Del Cerro Grande       | 1          | 0          |
| Real Madrid C. F.     | 1 – 1      | Athletic Club      | Santiago Bernabéu         | 4 de junio | 18:30      | 60 781       | Díaz de Mera Escuderos | 4          | 0          |
| Villarreal C. F.      | 2 – 2      | Atlético de Madrid | La Cerámica               | 4 de junio | 18:30      | 18 226       | De Burgos Bengoetxea   | 5          | 1          |
| C. A. Osasuna         | 2 – 1      | Girona F. C.       | El Sadar                  | 4 de junio | 18:30      | 22 128       | Ortiz Arias            | 6          | 0          |
| Real Betis            | 1 – 1      | Valencia C. F.     | Benito Villamarín         | 4 de junio | 21:00      | 54 087       | Alberola Rojas         | 3          | 1          |
| R. C. Celta de Vigo   | 2 – 1      | F. C. Barcelona    | Abanca-Balaídos           | 4 de junio | 21:00      | 23 365       | Pulido Santana         | 4          | 0          |
| Real Valladolid C. F. | 0 – 0      | Getafe C. F.       | José Zorrilla             | 4 de junio | 21:00      | 25 517       | Munuera Montero        | 4          | 0          |
| Elche C. F.           | 1 – 1      | Cádiz C. F.        | Martínez Valero           | 4 de junio | 21:00      | 16 585       | Gil Manzano            | 7          | 0          |
| R. C. D. Espanyol     | 3 – 3      | U. D. Almería      | RCDE Stadium              | 4 de junio | 21:00      | 14 213       | Soto Grado             | 6          | 0          |

### Tabla de resultados cruzados
| Local \ Visitante | ALM | ATH | ATM | OSA | CAD | ELC | BAR | GET | GIR | RAY | BET | CEL | ESP | RMA | MLL | RSO | SEV | VAL | VLL | VIL |
| ----------------- | --- | --- | --- | --- | --- | --- | --- | --- | --- | --- | --- | --- | --- | --- | --- | --- | --- | --- | --- | --- |
| Almería           | —   | 1–2 | 1–1 | 0–1 | 1–1 | 2–1 | 1–0 | 1–0 | 3–2 | 3–1 | 2–3 | 3–1 | 3–1 | 1–2 | 3–0 | 0–2 | 2–1 | 2–1 | 0–0 | 0–2 |
| Ath. Club         | 4–0 | —   | 0–1 | 0–0 | 4–1 | 0–1 | 0–1 | 0–0 | 2–3 | 3–2 | 0–1 | 2–1 | 0–1 | 0–2 | 0–0 | 2–0 | 0–1 | 1–0 | 3–0 | 1–0 |
| At. Madrid        | 2–1 | 1–0 | —   | 3–0 | 5–1 | 2–0 | 0–1 | 1–1 | 2–1 | 1–1 | 1–0 | 4–1 | 1–1 | 1–2 | 3–1 | 2–1 | 6–1 | 3–0 | 3–0 | 0–2 |
| Osasuna           | 3–1 | 2–0 | 0–1 | —   | 2–0 | 2–1 | 1–2 | 0–2 | 2–1 | 2–1 | 3–2 | 0–0 | 1–0 | 0–2 | 1–0 | 0–2 | 2–1 | 1–2 | 2–0 | 0–3 |
| Cádiz             | 1–1 | 0–4 | 3–2 | 0–1 | —   | 1–1 | 0–4 | 2–2 | 2–0 | 1–0 | 0–0 | 1–0 | 2–2 | 0–2 | 2–0 | 0–1 | 0–2 | 2–1 | 2–0 | 0–0 |
| Elche             | 1–1 | 1–4 | 1–0 | 1–1 | 1–1 | —   | 0–4 | 0–1 | 1–2 | 4–0 | 2–3 | 0–1 | 0–1 | 0–3 | 1–1 | 0–1 | 1–1 | 0–2 | 1–1 | 3–1 |
| Barcelona         | 2–0 | 4–0 | 1–0 | 1–0 | 2–0 | 3–0 | —   | 1–0 | 0–0 | 0–0 | 4–0 | 1–0 | 1–1 | 2–1 | 3–0 | 1–2 | 3–0 | 1–0 | 4–0 | 3–0 |
| Getafe            | 1–2 | 2–2 | 0–3 | 2–1 | 0–0 | 1–1 | 0–0 | —   | 3–2 | 1–1 | 0–1 | 1–0 | 1–2 | 0–1 | 2–0 | 2–1 | 2–0 | 1–0 | 2–3 | 0–0 |
| Girona            | 6–2 | 2–1 | 0–1 | 1–1 | 1–1 | 2–0 | 0–1 | 3–1 | —   | 2–2 | 1–2 | 0–1 | 2–1 | 4–2 | 2–1 | 3–5 | 2–1 | 1–0 | 2–1 | 1–2 |
| R. Vallecano      | 2–0 | 0–0 | 1–2 | 2–1 | 5–1 | 2–1 | 2–1 | 0–0 | 2–2 | —   | 1–2 | 0–0 | 1–2 | 3–2 | 0–2 | 0–2 | 1–1 | 2–1 | 2–1 | 2–1 |
| Real Betis        | 3–1 | 0–0 | 1–2 | 1–0 | 0–2 | 3–0 | 1–2 | 0–1 | 2–1 | 3–1 | —   | 3–4 | 3–1 | 0–0 | 1–0 | 0–0 | 1–1 | 1–1 | 2–1 | 1–0 |
| Celta             | 2–2 | 1–0 | 0–1 | 1–2 | 3–0 | 1–0 | 2–1 | 1–1 | 1–1 | 3–0 | 1–0 | —   | 2–2 | 1–4 | 0–1 | 1–2 | 1–1 | 1–2 | 3–0 | 1–1 |
| Espanyol          | 3–3 | 1–2 | 3–3 | 1–1 | 0–0 | 2–2 | 2–4 | 1–0 | 2–2 | 0–2 | 1–0 | 1–3 | —   | 1–3 | 2–1 | 2–3 | 2–3 | 2–2 | 1–0 | 0–1 |
| R. Madrid         | 4–2 | 1–1 | 1–1 | 1–1 | 2–1 | 4–0 | 3–1 | 1–0 | 1–1 | 2–1 | 2–1 | 2–0 | 3–1 | —   | 4–1 | 0–0 | 3–1 | 2–0 | 6–0 | 2–3 |
| Mallorca          | 1–0 | 1–1 | 1–0 | 0–0 | 1–0 | 0–1 | 0–1 | 3–1 | 1–1 | 3–0 | 1–2 | 1–0 | 1–1 | 1–0 | —   | 1–1 | 0–1 | 1–0 | 1–0 | 4–2 |
| R. Sociedad       | 1–0 | 3–1 | 1–1 | 2–0 | 0–0 | 2–0 | 1–4 | 2–0 | 2–2 | 2–1 | 0–2 | 1–1 | 2–1 | 2–0 | 1–0 | —   | 2–1 | 1–1 | 0–1 | 1–0 |
| Sevilla           | 2–1 | 1–1 | 0–2 | 2–3 | 1–0 | 3–0 | 0–3 | 2–1 | 0–2 | 0–1 | 0–0 | 2–2 | 3–2 | 1–2 | 2–0 | 1–2 | —   | 1–1 | 1–1 | 2–1 |
| Valencia          | 2–2 | 1–2 | 0–1 | 1–0 | 0–1 | 2–2 | 0–1 | 5–1 | 1–0 | 1–1 | 3–0 | 3–0 | 2–2 | 1–0 | 1–2 | 1–0 | 0–2 | —   | 2–1 | 1–1 |
| R. Valladolid     | 1–0 | 1–3 | 2–5 | 0–0 | 0–1 | 2–1 | 3–1 | 0–0 | 1–0 | 0–1 | 0–0 | 4–1 | 2–1 | 0–2 | 3–3 | 1–0 | 0–3 | 1–0 | —   | 0–3 |
| Villarreal        | 2–1 | 5–1 | 2–2 | 2–0 | 2–0 | 4–0 | 0–1 | 2–1 | 1–0 | 0–1 | 1–1 | 3–1 | 4–2 | 2–1 | 0–2 | 2–0 | 1–1 | 2–1 | 1–2 | —   |

## Estadísticas

### Máximos goleadores
| Pos. | Jugador              | Goles | Part. | Pen. | Asi. | PG. | Prom. | Min. | M/G | T.P. | Club                | Nota(s)         |
| ---- | -------------------- | ----- | ----- | ---- | ---- | --- | ----- | ---- | --- | ---- | ------------------- | --------------- |
| 1    | Robert Lewandowski   | 23    | 34    | 0    | 7    | 17  | 0.68  | 2852 | 124 | 23   | F. C. Barcelona     | Trofeo Pichichi |
| 2    | Karim Benzema        | 19    | 24    | 7    | 3    | 12  | 0.79  | 2044 | 108 | 19   | Real Madrid C. F.   |                 |
| 3    | Joselu               | 16    | 34    | 5    | 2    | 15  | 0.47  | 2989 | 187 | 16   | R. C. D. Espanyol   | Trofeo Zarra    |
| 4    | Antoine Griezmann    | 15    | 38    | 0    | 16   | 12  | 0.39  | 2852 | 190 | 15   | Atlético de Madrid  |                 |
| =    | Vedat Muriqi         | 15    | 35    | 4    | 3    | 14  | 0.43  | 2936 | 196 | 15   | R. C. D. Mallorca   |                 |
| =    | Borja Iglesias       | 15    | 35    | 5    | 3    | 12  | 0.43  | 2359 | 157 | 15   | Real Betis Balompié |                 |
| 7    | Enes Ünal            | 14    | 35    | 5    | 3    | 12  | 0.4   | 2971 | 212 | 14   | Getafe C. F.        |                 |
| 8    | Álvaro Morata        | 13    | 36    | 0    | 2    | 11  | 0.36  | 1887 | 145 | 13   | Atlético de Madrid  |                 |
| =    | Valentín Castellanos | 13    | 35    | 1    | 1    | 10  | 0.37  | 2595 | 200 | 13   | Girona F. C.        |                 |
| 10   | Nicolas Jackson      | 12    | 26    | 0    | 4    | 9   | 0.46  | 1589 | 132 | 12   | Villarreal C. F.    |                 |
| =    | Alexander Sørloth    | 12    | 34    | 0    | 3    | 11  | 0.35  | 2379 | 198 | 12   | Real Sociedad       |                 |
| =    | Iago Aspas           | 12    | 37    | 2    | 4    | 10  | 0.32  | 2862 | 239 | 12   | R. C. Celta de Vigo |                 |
| 13   | Gabri Veiga          | 11    | 36    | 0    | 4    | 8   | 0.31  | 2288 | 208 | 11   | R. C. Celta de Vigo |                 |
| 14   | Vinícius Júnior      | 10    | 33    | 0    | 9    | 10  | 0.3   | 2823 | 282 | 10   | Real Madrid C. F.   |                 |
| =    | Iñaki Williams       | 10    | 36    | 1    | 3    | 9   | 0.28  | 2834 | 283 | 10   | Athletic Club       |                 |
| =    | Oihan Sancet         | 10    | 36    | 2    | 2    | 8   | 0.28  | 2529 | 253 | 10   | Athletic Club       |                 |

En caso de igualdad en cuanto a número de goles, se utilizan los siguientes criterios de desempate:
- El jugador que haya anotado menos goles de penalti.
- El jugador que haya dado más asistencias.
- El jugador que ha anotado en un mayor número de encuentros.
- El jugador que haya necesitado menos minutos para marcar sus goles.
- El jugador que pertenece al equipo que ha logrado más puntos.
- El jugador que haya recibido menos tarjetas rojas.
- El jugador que haya recibido menos tarjetas amarillas.

### Máximos asistentes
| Pos. | Jugador            | Asistencias | Part. | Prom. | Min. | M/A | Club               | Nota(s) |
| ---- | ------------------ | ----------- | ----- | ----- | ---- | --- | ------------------ | ------- |
| 1    | Antoine Griezmann  | 16          | 38    | 0.42  | 2852 | 178 | Atlético de Madrid |         |
| 2    | Mikel Merino       | 9           | 33    | 0.27  | 2489 | 277 | Real Sociedad      |         |
| =    | Vinícius Júnior    | 9           | 33    | 0.27  | 2823 | 314 | Real Madrid C. F.  |         |
| 4    | Rodrygo            | 8           | 34    | 0.24  | 2370 | 197 | Real Madrid C. F.  |         |
| 5    | Raphinha           | 7           | 36    | 0.19  | 2060 | 294 | F. C. Barcelona    |         |
| =    | Robert Lewandowski | 7           | 34    | 0.21  | 2847 | 407 | F. C. Barcelona    |         |
| =    | Ousmane Dembélé    | 7           | 25    | 0.28  | 1402 | 200 | F. C. Barcelona    |         |
| =    | Brian Oliván       | 7           | 30    | 0.23  | 2402 | 343 | R. C. D. Espanyol  |         |
| =    | Lucas Robertone    | 7           | 37    | 0.19  | 2839 | 406 | U. D. Almería      |         |
| =    | Rodrigo de Paul    | 7           | 30    | 0.23  | 1917 | 274 | Atlético de Madrid |         |
| 11   | Aimar Oroz         | 6           | 31    | 0.19  | 2006 | 334 | C. A. Osasuna      |         |
| =    | Kike Barja         | 6           | 27    | 0.22  | 1300 | 217 | C. A. Osasuna      |         |
| =    | Lee Kang-in        | 6           | 36    | 0.17  | 2822 | 470 | R. C. D. Mallorca  |         |
| =    | Dani Rodríguez     | 6           | 35    | 0.17  | 2090 | 348 | R. C. D. Mallorca  |         |
| =    | Gerard Gumbau      | 6           | 35    | 0.17  | 2733 | 456 | Elche C. F.        |         |

### Mejor portero
El mejor portero del campeonato, reflejado en el trofeo Zamora.
| Pos. | Jugador               | Club                  | G.E. | Part. | Coc.  | Par. | %Par. | Zam. | Nota(s)       |
| ---- | --------------------- | --------------------- | ---- | ----- | ----- | ---- | ----- | ---- | ------------- |
| 1    | Marc-André ter Stegen | F. C. Barcelona       | 18   | 37    | 0.486 | 84   | 82.4% | 1    | Trofeo Zamora |
| 2    | Jan Oblak             | Atlético de Madrid    | 20   | 28    | 0.714 | 61   | 75.3% | 2    |               |
| 3    | Álex Remiro           | Real Sociedad         | 35   | 38    | 0.921 | 100  | 74.1% | 3    |               |
| 4    | Thibaut Courtois      | Real Madrid C. F.     | 29   | 31    | 0.935 | 89   | 75.4% | 4    |               |
| 5    | Predrag Rajković      | R. C. D. Mallorca     | 40   | 36    | 1.111 | 94   | 70.1% | 5    |               |
| 6    | Giorgi Mamardashvili  | Valencia C. F.        | 45   | 38    | 1.184 | 105  | 70%   | 6    |               |
| 7    | David Soria           | Getafe C. F.          | 45   | 38    | 1.184 | 124  | 73.4% | 7    |               |
| 8    | Unai Simón            | Athletic Club         | 37   | 30    | 1.233 | 70   | 65.4% | 8    |               |
| 9    | Paulo Gazzaniga       | Girona F. C.          | 37   | 28    | 1.321 | 93   | 71.5% | 9    |               |
| 10   | Stole Dimitrievski    | Rayo Vallecano        | 49   | 37    | 1.324 | 95   | 66%   | 10   |               |
| 11   | Jeremías Ledesma      | Cádiz C. F.           | 48   | 34    | 1.412 | 135  | 73.8% | 11   |               |
| 12   | Jordi Masip           | Real Valladolid C. F. | 42   | 28    | 1.5   | 105  | 71.4% | 12   |               |
| 13   | Fernando              | U. D. Almería         | 61   | 36    | 1.694 | 133  | 68.6% | 13   |               |
| 14   | Edgar Badia           | Elche C. F.           | 63   | 36    | 1.694 | 139  | 68.8% | 14   |               |
| 15   | Rui Silva             | Real Betis            | 32   | 26    | 1.231 | 73   | 69.5% | 15   |               |
| 16   | Bono                  | Sevilla F. C.         | 41   | 23    | 1.783 | 67   | 62%   | 16   |               |
| 17   | Pepe Reina            | Villarreal C. F.      | 27   | 22    | 1.227 | 61   | 69.3% | 17   |               |
| 18   | Aitor Fernández       | C. A. Osasuna         | 19   | 21    | 0.905 | 59   | 75.6% | 18   |               |
| 19   | Iván Villar           | R. C. Celta de Vigo   | 24   | 19    | 1.263 | 38   | 61.3% | 19   |               |
| 20   | Agustín Marchesín     | R. C. Celta de Vigo   | 29   | 19    | 1.526 | 44   | 60.3% | 20   |               |

### Galardones mensuales
| Mes        | Jugador                                                              | Equipo                                                               | Ref.                                                                 |
| ---------- | -------------------------------------------------------------------- | -------------------------------------------------------------------- | -------------------------------------------------------------------- |
| Agosto     | Borja Iglesias                                                       | Real Betis                                                           | [ 69 ]                                                               |
| Septiembre | Federico Valverde                                                    | Real Madrid C. F.                                                    | [ 70 ]                                                               |
| Octubre    | Robert Lewandowski                                                   | F. C. Barcelona                                                      | [ 71 ]                                                               |
| Noviembre  | No entregado por la celebración de la Copa Mundial de Fútbol de 2022 | No entregado por la celebración de la Copa Mundial de Fútbol de 2022 | No entregado por la celebración de la Copa Mundial de Fútbol de 2022 |
| Diciembre  | No entregado por la celebración de la Copa Mundial de Fútbol de 2022 | No entregado por la celebración de la Copa Mundial de Fútbol de 2022 | No entregado por la celebración de la Copa Mundial de Fútbol de 2022 |
| Enero      | Alexander Sørloth                                                    | Real Sociedad                                                        | [ 72 ]                                                               |
| Febrero    | Gabri Veiga                                                          | R. C. Celta de Vigo                                                  | [ 73 ]                                                               |
| Marzo      | Antoine Griezmann                                                    | Atlético de Madrid                                                   | [ 74 ]                                                               |
| Abril      | Youssef En-Nesyri                                                    | Sevilla F. C.                                                        | [ 75 ]                                                               |
| Mayo       | Nicolas Jackson                                                      | Villarreal C. F.                                                     | [ 76 ]                                                               |

### Mejores jugadores de la temporada
EA Sports FIFA y LaLiga determinaron en la Gala Team of The Season, los 15 mejores jugadores de la temporada.
| N.º | Pos. | Nac.                 | Jugador               | Equipo              |
| --- | ---- | -------------------- | --------------------- | ------------------- |
| 1   | PT   | Bandera de Alemania  | Marc-André ter Stegen | F. C. Barcelona     |
| 16  | LD   | Bandera de Argentina | Nahuel Molina         | Atlético de Madrid  |
| 23  | CD   | Bandera de Francia   | Jules Koundé          | F. C. Barcelona     |
| 3   | CD   | Bandera de Brasil    | Éder Militão          | Real Madrid C. F.   |
| 5   | CD   | Bandera de España    | David García          | C. A. Osasuna       |
| 28  | LI   | Bandera de España    | Alejandro Balde       | F. C. Barcelona     |
| 28  | MC   | Bandera de España    | Gabri Veiga           | R. C. Celta de Vigo |
| 15  | MD   | Bandera de Uruguay   | Federico Valverde     | Real Madrid C. F.   |
| 8   | MC   | Bandera de España    | Mikel Merino          | Real Sociedad       |
| 10  | MC   | Bandera de Croacia   | Luka Modrić           | Real Madrid C. F.   |
| 8   | MC   | Bandera de España    | Pedri                 | F. C. Barcelona     |
| 8   | DC   | Bandera de Francia   | Antoine Griezmann     | Atlético de Madrid  |
| 9   | DC   | Bandera de Francia   | Karim Benzema         | Real Madrid C. F.   |
| 9   | DC   | Bandera de Polonia   | Robert Lewandowski    | F. C. Barcelona     |
| 20  | EI   | Bandera de Brasil    | Vinícius Júnior       | Real Madrid C. F.   |

### Récords
- Primer gol de la temporada: Anotado por Ezequiel Chimy Ávila
Osasuna 2-1 Sevilla (12 de agosto de 2022)
- Último gol de la temporada: Anotado por Adrián Embarba
Espanyol 3-3 Almería (4 de junio de 2023)
- Gol más rápido: Anotado a los 27 segundos por Théo Bongonda
Cádiz 3 – 2 Atlético de Madrid (29 de octubre de 2022)
- Gol más tardío: Anotado a los 105 minutos y 15 segundos por Enes Ünal
Cádiz 2 – 2 Getafe (10 de marzo de 2023).
- Mayor número de goles marcados en un partido:  8 goles: 
Girona 3 – 5 Real Sociedad (2 de octubre de 2022)
Girona 6 – 2 Almería (17 de febrero de 2023)
- Partido con más espectadores: 95 745
Barcelona vs. Real Madrid (19 de marzo de 2023)
- Partido con menos espectadores: 8 879
Girona vs. Almería (17 de febrero de 2023)
- Mayor victoria local:
Real Madrid 6 – 0 Real Valladolid (2 de abril de 2023).
- Mayor victoria visitante:
Cádiz 0 – 4 Athletic (29 de agosto de 2022)
Cádiz 0 – 4 Barcelona (10 de septiembre de 2022)
Elche 0 – 4 Barcelona (1 de abril de 2023)
- Equipo con más penaltis a favor: 11 penaltis a favor
Real Madrid
- Equipo con menos penaltis a favor: 1 penalti a favor
Atlético de Madrid

### Rachas
- Mayor racha invicta: 13 partidos
F. C. Barcelona
Atlético de Madrid
- Mayor racha de victorias: 7 partidos (dos veces)
F. C. Barcelona
- Mayor racha de partidos sin ganar: 19 partidos
Elche C. F.
- Mayor racha de derrotas: 6 partidos
R. C. D. Espanyol

### Disciplina
- Equipo con más tarjetas amarillas: R. C. D. Mallorca (91)
- Jugador con más tarjetas amarillas: Óscar Gil (R. C. D. Espanyol) (12)
- Equipo con más tarjetas rojas: Elche C. F. (11)
- Jugador con más tarjetas rojas: Florian Lejeune (Rayo Vallecano), Luiz Felipe (Real Betis), Isaac Carcelén (Cádiz C. F.) (3)
- Equipo con más faltas cometidas: R. C. D. Mallorca (430)

### Tripletes o más
A continuación se detallan los tripletes conseguidos a lo largo de la temporada.
| Fecha     | Jugador              | Goles           | Local             |                                    | Resultado |                                    | Visitante             | Rep.       |
| --------- | -------------------- | --------------- | ----------------- | ---------------------------------- | --------- | ---------------------------------- | --------------------- | ---------- |
| 3/2/2023  | Oihan Sancet         | 10' 35' 75'     | Athletic Club     | Bandera del País Vasco             | 4 – 1     | Bandera de Andalucía               | Cádiz C. F.           | Jornada 20 |
| 4/2/2023  | Pere Milla           | 3' 45+3' 52'    | Elche C. F.       | Bandera de la Comunidad Valenciana | 3 – 1     | Bandera de la Comunidad Valenciana | Villarreal C. F.      | Jornada 20 |
| 2/4/2023  | Karim Benzema        | 29' 32' 36'     | Real Madrid C. F. | Bandera de la Comunidad de Madrid  | 6 – 0     | Bandera de Castilla y León         | Real Valladolid C. F. | Jornada 27 |
| 25/4/2023 | Valentín Castellanos | 12' 24' 46' 62' | Girona F. C.      | Bandera de Cataluña                | 4 – 2     | Bandera de la Comunidad de Madrid  | Real Madrid C. F.     | Jornada 31 |
| 29/4/2023 | Karim Benzema        | 5' 17' 42'      | Real Madrid C. F. | Bandera de la Comunidad de Madrid  | 4 – 2     | Bandera de Andalucía               | U. D. Almería         | Jornada 32 |
| 20/5/2023 | Lázaro Vinícius      | 12' 42' 58'     | U. D. Almería     | Bandera de Andalucía               | 3 – 0     | Bandera de las Islas Baleares      | R. C. D. Mallorca     | Jornada 35 |

### Autogoles
A continuación se detallan los autogoles marcados a lo largo de la temporada.
| Fecha      | Jugador             | Minuto       | Local                 |                                    | Resultado |                                    | Visitante           | Rep.       |
| ---------- | ------------------- | ------------ | --------------------- | ---------------------------------- | --------- | ---------------------------------- | ------------------- | ---------- |
| 22/8/2022  | Domingos Duarte     | 2 - 0, 47'   | Girona F. C.          | Bandera de Cataluña                | 3 – 1     | Bandera de la Comunidad de Madrid  | Getafe C. F.        | Jornada 2  |
| 10/9/2022  | Nico González       | 2 - 0, 52'   | Rayo Vallecano        | Bandera de la Comunidad de Madrid  | 2 – 1     | Bandera de la Comunidad Valenciana | Valencia C. F.      | Jornada 5  |
| 10/9/2022  | Unai Núñez          | 4 - 1, 82'   | Atlético de Madrid    | Bandera de la Comunidad de Madrid  | 4 – 1     | Bandera de Galicia                 | R. C. Celta de Vigo | Jornada 5  |
| 11/9/2022  | Nicolás Fernández   | 0 - 1, 9'    | Elche C. F.           | Bandera de la Comunidad Valenciana | 1 – 4     | Bandera del País Vasco             | Athletic Club       | Jornada 5  |
| 22/10/2022 | Ivan Balliu         | 4 - 1, 82'   | Rayo Vallecano        | Bandera de la Comunidad de Madrid  | 5 – 1     | Bandera de Andalucía               | Cádiz C. F.         | Jornada 11 |
| 6/11/2022  | Hugo Guillamón      | 1 - 0, 10'   | Real Sociedad         | Bandera del País Vasco             | 1 – 1     | Bandera de la Comunidad Valenciana | Valencia C. F.      | Jornada 13 |
| 6/11/2022  | Jesús Navas         | 1 - 0, 43'   | Real Betis            | Bandera de Andalucía               | 1 – 1     | Bandera de Andalucía               | Sevilla F. C.       | Jornada 13 |
| 9/11/2022  | Benjamin Lecomte    | 0 - 1, 64'   | R. C. D. Espanyol     | Bandera de Cataluña                | 0 – 1     | Bandera de la Comunidad Valenciana | Villarreal C. F.    | Jornada 14 |
| 8/1/2023   | Ivan Balliu         | 0 - 1, 7'    | Rayo Vallecano        | Bandera de la Comunidad de Madrid  | 1 – 2     | Bandera de Andalucía               | Real Betis          | Jornada 16 |
| 1/2/2023   | Jules Koundé        | 1 - 2, 85'   | Real Betis            | Bandera de Andalucía               | 1 – 2     | Bandera de Cataluña                | F. C. Barcelona     | Jornada 17 |
| 5/2/2023   | Nacho Fernández     | 1 - 0, 13'   | R. C. D. Mallorca     | Bandera de las Islas Baleares      | 1 – 0     | Bandera de la Comunidad de Madrid  | Real Madrid C. F.   | Jornada 20 |
| 6/2/2023   | Rodrigo Ely         | 1 - 0, 54'   | Rayo Vallecano        | Bandera de la Comunidad de Madrid  | 2 – 0     | Bandera de Andalucía               | U. D. Almería       | Jornada 20 |
| 12/2/2023  | Mauro Arambarri     | 0 - 1, 38'   | Getafe C. F.          | Bandera de la Comunidad de Madrid  | 1 – 1     | Bandera de la Comunidad de Madrid  | Rayo Vallecano      | Jornada 21 |
| 13/2/2023  | Leandro Cabrera     | 0 - 3, 63'   | R. C. D. Espanyol     | Bandera de Cataluña                | 2 – 3     | Bandera del País Vasco             | Real Sociedad       | Jornada 21 |
| 18/2/2023  | Robin Le Normand    | 1 - 1, 90+3' | Real Sociedad         | Bandera del País Vasco             | 1 – 1     | Bandera de Galicia                 | R. C. Celta de Vigo | Jornada 22 |
| 25/2/2023  | Igor Zubeldia       | 1 - 0, 40'   | Valencia C. F.        | Bandera de la Comunidad Valenciana | 1 – 0     | Bandera del País Vasco             | Real Sociedad       | Jornada 23 |
| 26/2/2023  | Óscar de Marcos     | 0 - 2, 19'   | Athletic Club         | Bandera del País Vasco             | 2 – 3     | Bandera de Cataluña                | Girona F. C.        | Jornada 23 |
| 26/2/2023  | Mikel Vesga         | 1 - 3, 45+1' | Athletic Club         | Bandera del País Vasco             | 2 – 3     | Bandera de Cataluña                | Girona F. C.        | Jornada 23 |
| 26/2/2023  | Fernando            | 1 - 2, 67'   | Sevilla F. C.         | Bandera de Andalucía               | 2 – 3     | Bandera de Navarra                 | C. A. Osasuna       | Jornada 23 |
| 11/3/2023  | Pathé Ciss          | 2 - 0, 52'   | R. C. Celta de Vigo   | Bandera de Galicia                 | 3 – 0     | Bandera de la Comunidad de Madrid  | Rayo Vallecano      | Jornada 25 |
| 19/3/2023  | Ronald Araújo       | 0 - 1, 9'    | F. C. Barcelona       | Bandera de Cataluña                | 2 – 1     | Bandera de la Comunidad de Madrid  | Real Madrid C. F.   | Jornada 26 |
| 8/4/2023   | Pau Torres          | 1 - 0, 16'   | Real Madrid C. F.     | Bandera de la Comunidad de Madrid  | 2 – 3     | Bandera de la Comunidad Valenciana | Villarreal C. F.    | Jornada 28 |
| 14/4/2023  | Aridane Hernández   | 1 - 0, 40'   | Rayo Vallecano        | Bandera de la Comunidad de Madrid  | 2 – 1     | Bandera de Navarra                 | C. A. Osasuna       | Jornada 29 |
| 16/4/2023  | José María Giménez  | 1 - 1, 37'   | Atlético de Madrid    | Bandera de la Comunidad de Madrid  | 2 – 1     | Bandera de Andalucía               | U. D. Almería       | Jornada 29 |
| 22/4/2023  | Florian Lejeune     | 2 - 1, 81'   | Real Sociedad         | Bandera del País Vasco             | 2 – 1     | Bandera de la Comunidad de Madrid  | Rayo Vallecano      | Jornada 30 |
| 23/4/2023  | Gonzalo Verdú       | 0 - 2, 42'   | Elche C. F.           | Bandera de la Comunidad Valenciana | 0 – 2     | Bandera de la Comunidad Valenciana | Valencia C. F.      | Jornada 30 |
| 28/4/2023  | Sergio Herrera      | 0 - 1, 6'    | C. A. Osasuna         | Bandera de Navarra                 | 0 – 2     | Bandera del País Vasco             | Real Sociedad       | Jornada 32 |
| 29/4/2023  | Guido Rodríguez     | 4 - 0, 82'   | F. C. Barcelona       | Bandera de Cataluña                | 4 – 0     | Bandera de Andalucía               | Real Betis          | Jornada 32 |
| 30/4/2023  | Joaquín Fernández   | 2 - 4, 86'   | Real Valladolid C. F. | Bandera de Castilla y León         | 2 – 5     | Bandera de la Comunidad de Madrid  | Atlético de Madrid  | Jornada 32 |
| 4/5/2023   | Karim Rekik         | 1 - 1, 29'   | Sevilla F. C.         | Bandera de Andalucía               | 3 – 2     | Bandera de Cataluña                | R. C. D. Espanyol   | Jornada 33 |
| 13/5/2023  | Aitor Paredes       | 4 - 1, 61'   | Villarreal C. F.      | Bandera de la Comunidad Valenciana | 5 – 1     | Bandera del País Vasco             | Athletic Club       | Jornada 34 |
| 23/5/2023  | Andreas Christensen | 1 - 0, 2'    | Real Valladolid C. F. | Bandera de Castilla y León         | 3 – 1     | Bandera de Cataluña                | F. C. Barcelona     | Jornada 36 |